# ニューヨーク市の歴史
ニューヨーク市の歴史（ニューヨークしのれきし）ではアメリカ合衆国ニューヨーク州ニューヨーク市およびその都市圏の歴史を記載する。

## 先史時代

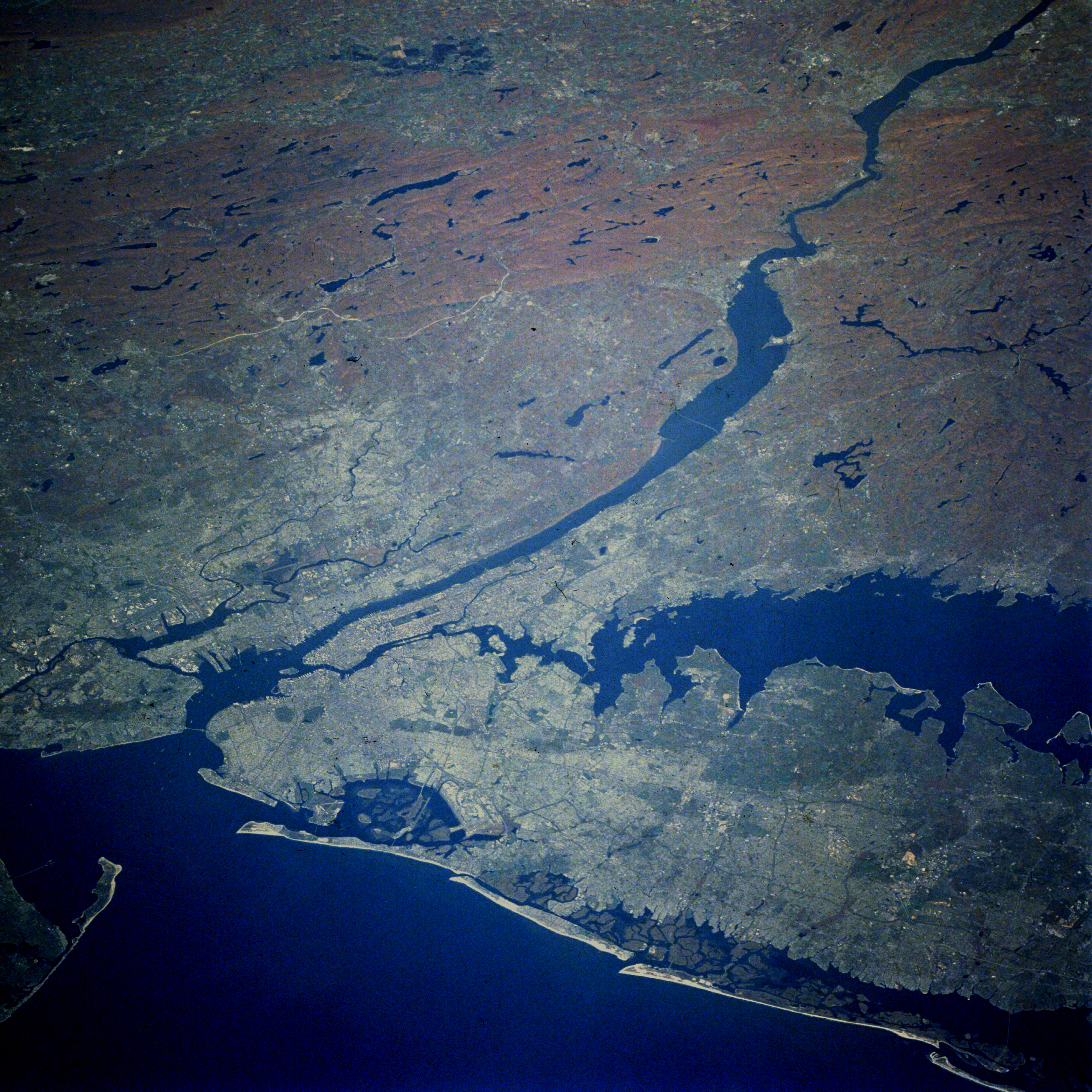
ニューヨーク地域。東方から。

約75,000年前、最終氷期の時、現在のニューヨーク市はケベック州より伸びる厚さ約300mの大陸氷床の端であった。巨大な氷床はその移動で表層を削り取り、約5億年前に形成された片麻岩や大理石などの基岩をむき出しにさせることとなる。約15,000年前、氷床が後退し始めた。この時形成されたモレーンは、ロングアイランドとスタテンアイランドの丘として残っている。当時、この2つの島は現在のように分離しておらずザ・ナロウ（図1）と呼ばれる海峡は存在しなかった。海峡は約6,000年前に上湾（図2）の水が決壊して下湾（図3）に流れ込んで現在の形となった。
考古学的発掘調査によると人類が居住し始めたのは約9,000年前で、狩猟の道具や骨などの塚が発見されている。かつてこの地域は非常に生態豊かだったが、急激な気温の上昇により当時の人々が食料としていた大型の獲物達が次々と姿を消していった。
2度目の大きな居住は約3,000年前に始まり、弓などのより進化した狩猟道具が発見されていて、80の野営の跡が市内で見つかっている。同地域はこの時代よりコンスタントに人の居住が続いていると推察されている。

## 先史 - 1664年：レナペ族とニューアムステルダム

### レナペ族

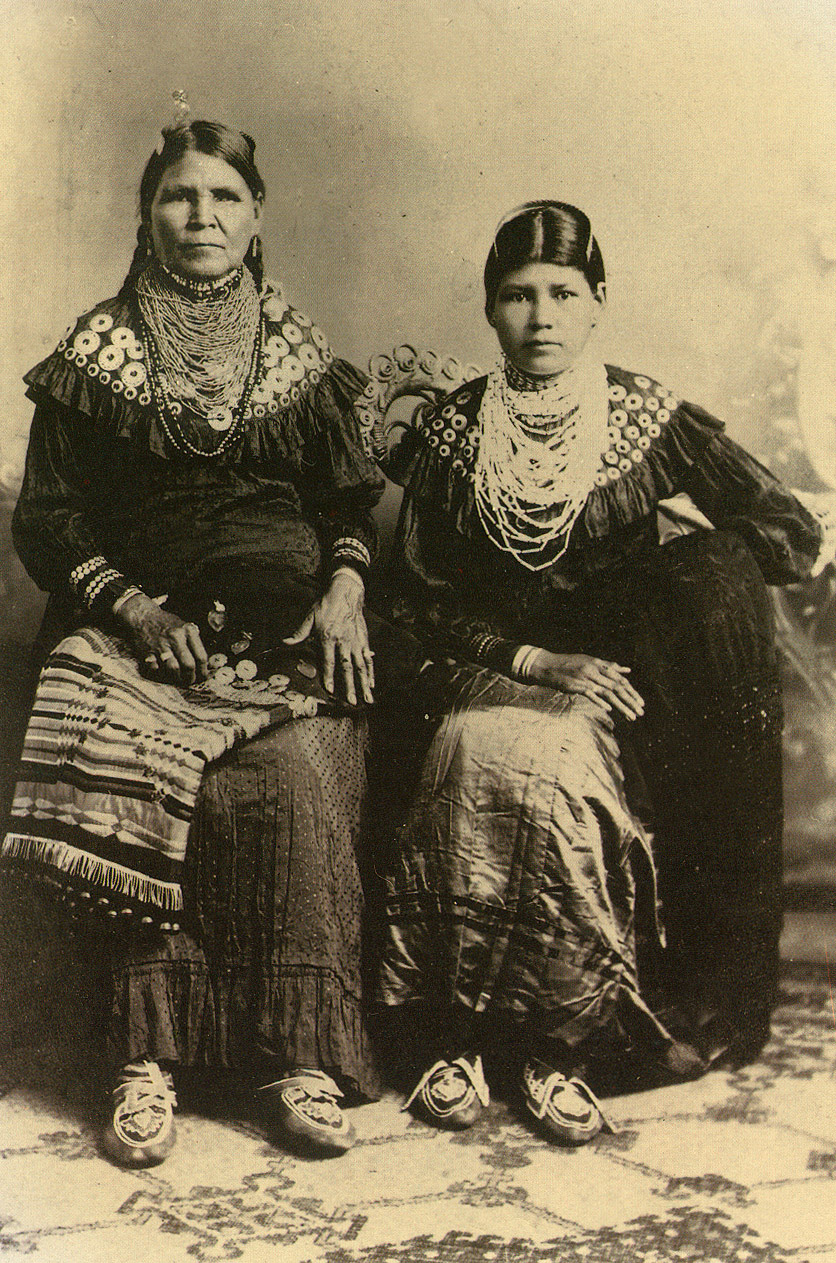
1910年のレナペ族

この地に先住するインディアン部族のレナペ族（デラウェア族）は、長らくこの地を領土としていた。独自の文化を持ち、アルゴンキン語族系の言葉を話した。レナペはこの地域をScheyischbi、または「海との境界の場所」、「レナペホーキング」（論争中であり現在答えは出ていないが、おそらく「レナペの住む場所」という意味だという）と呼んだ。

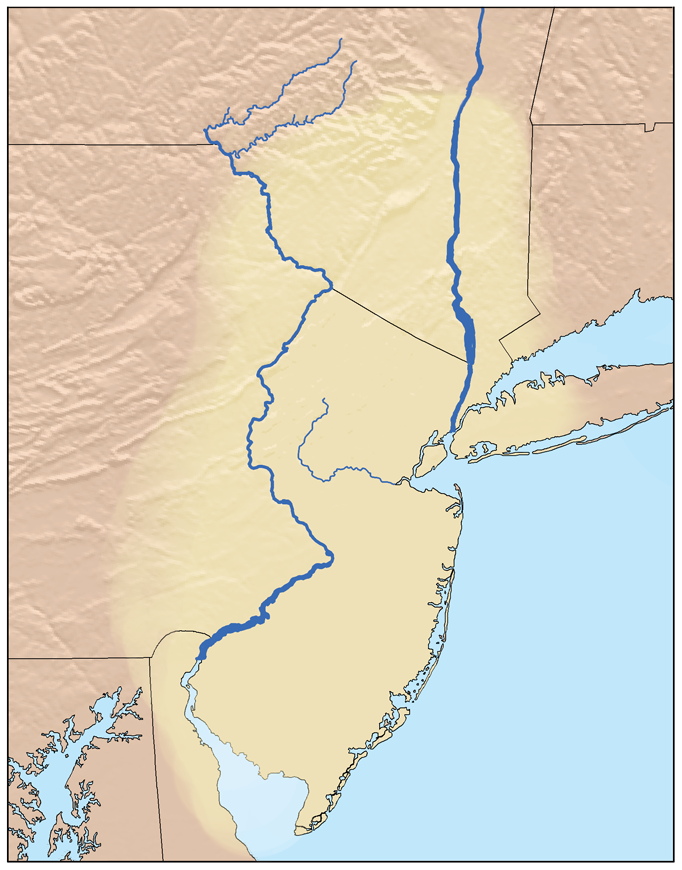
デラウェア川（左）とハドソン川（右）に沿った薄黄色の部分は、もともとレナぺ族の居住地であった。

彼らは地域で取れる限定された獲物（魚、鳥、貝、鹿など）約150種の狩猟をしていて、比較的獲物の数は少なかったと考察されるが、洗練された狩猟と資源の利用技術を有していた。焼畑農業により肥沃な土壌を生み出し、トウモロコシ、カボチャ、豆などを栽培した。また二つの川からはカキやストライプドバスなど多量の魚介類を手に入れる術も身に着けていた。レナペ族は小さな団体で季節ごとにウィグワムを使用した移動型生活をし、一定した集落に定住する民族ではなかった。（右図は当時のレナペ族の勢力範囲）
また彼らは文字を持たなかったが、現在のニューヨークの地名は彼らの言語に由来するものが多い。"マンハッタン"はレナペの言葉で「丘の多い島」、または「我々がみな、酔っぱらいにされた島」という意味である。優れた道路の開拓も行っておりブロードウェイなどその多くは現在でも幹線道路として残っている。
レナペ族は族内のみならず他の部族と物々交換による貿易もしていて、物々交換の主な対象となったのは貝殻などを手作りで宝飾品にした貝殻玉（ワムパム）だった。貝殻玉を作るのに必要な材料はピクォート族が独占していた。これらはロングアイランド湾（図4）で採れた。現在のニューヨーク市地域で生産された貝殻玉が五大湖周辺でも発見されているため、同族同士のみならず他のインディアン、イロコイ族（現在のニューヨーク州東部に居住）などとの貿易の豊かさを示している。このことからヨーロッパ人の入植以前からニューヨーク地域は商業の中心であった可能性が濃い。ヨーロッパ人が入植し始めた時代のインディアン人口は同地域だけで約15,000人に上ったと推測されている。

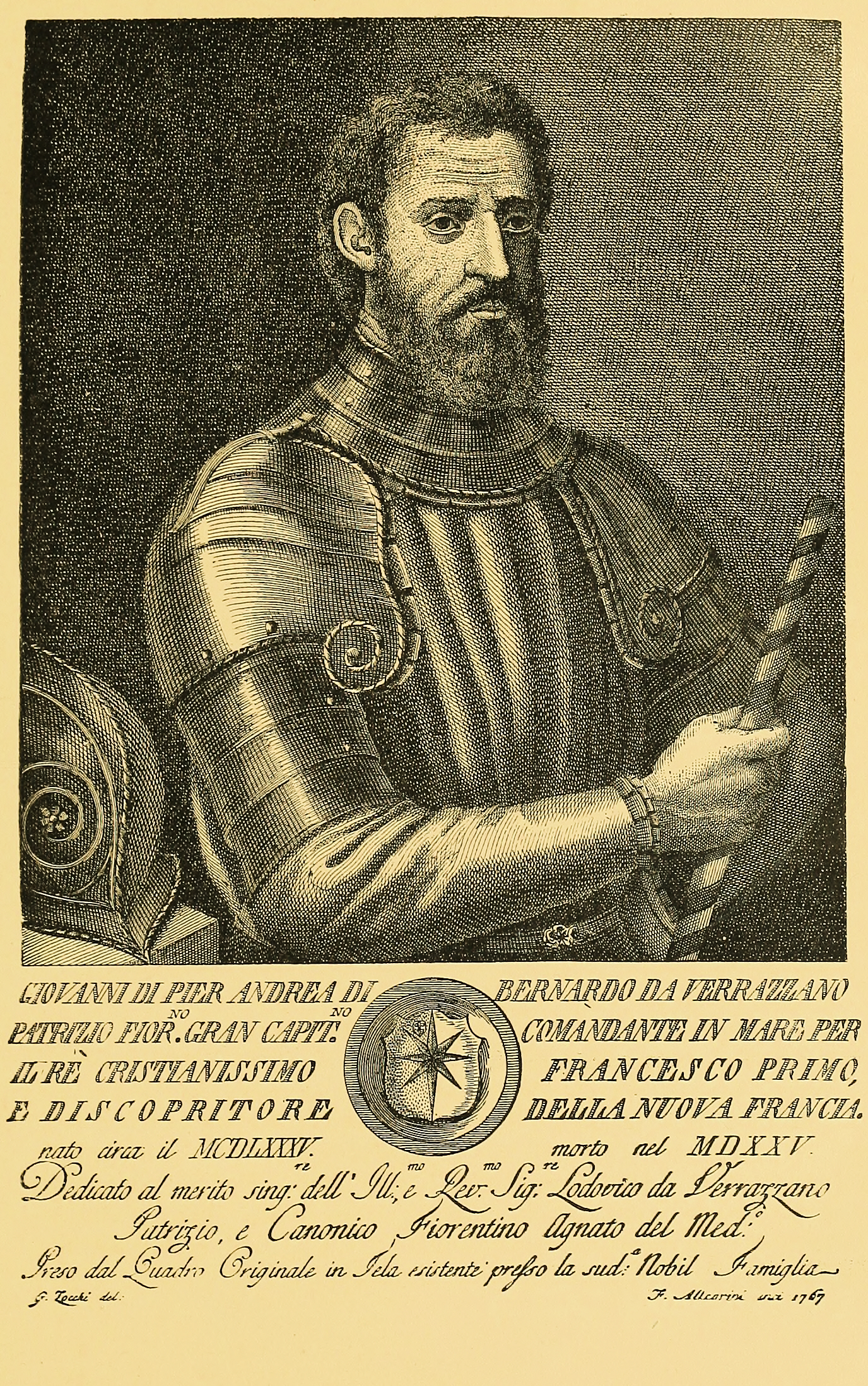
ヴェラッツァーノ

### ヌーヴェル・アングレーム
1524年4月17日、時のフランス王フランソワ1世の依頼で北米探索を行ったイタリア人ジョバンニ・ダ・ヴェラッツァーノが現在のニューヨーク港に来航。ヴェラッツァーノはこの土地をフランス国王の名誉に則りヌーヴェル・アングレーム（ヌーヴェルは「新しい」、アングレームはフランスの都市名）と名付けた。ヴェラッツァーノは本来、現在のニューヨーク市港への寄港を目指したが、現在彼の名が付けられているヴェラザノ・ナローズ・ブリッジのあたりまでしか行けず大西洋に引き返している。その場所で碇を下ろし、カヌーに乗ったレナペ族インディアンと出会っている。
その後、イギリス人の探検家でオランダ東インド会社に雇われていたヘンリー・ハドソンが初めて地図に同地域を記載している。1609年9月11日、ハドソンはマンハッタン島を「発見」、そのまま河の上流に向かい現在のアルバニー市までたどり着いた。現在、その河は彼の名を取ってハドソン川となった。ハドソンの本来の目的は北米大陸の北を周る北西航路の開拓でありそれは達成されなかったが、彼の報告は会社に莫大な利益をもたらすこととなった。

### ニューアムステルダム

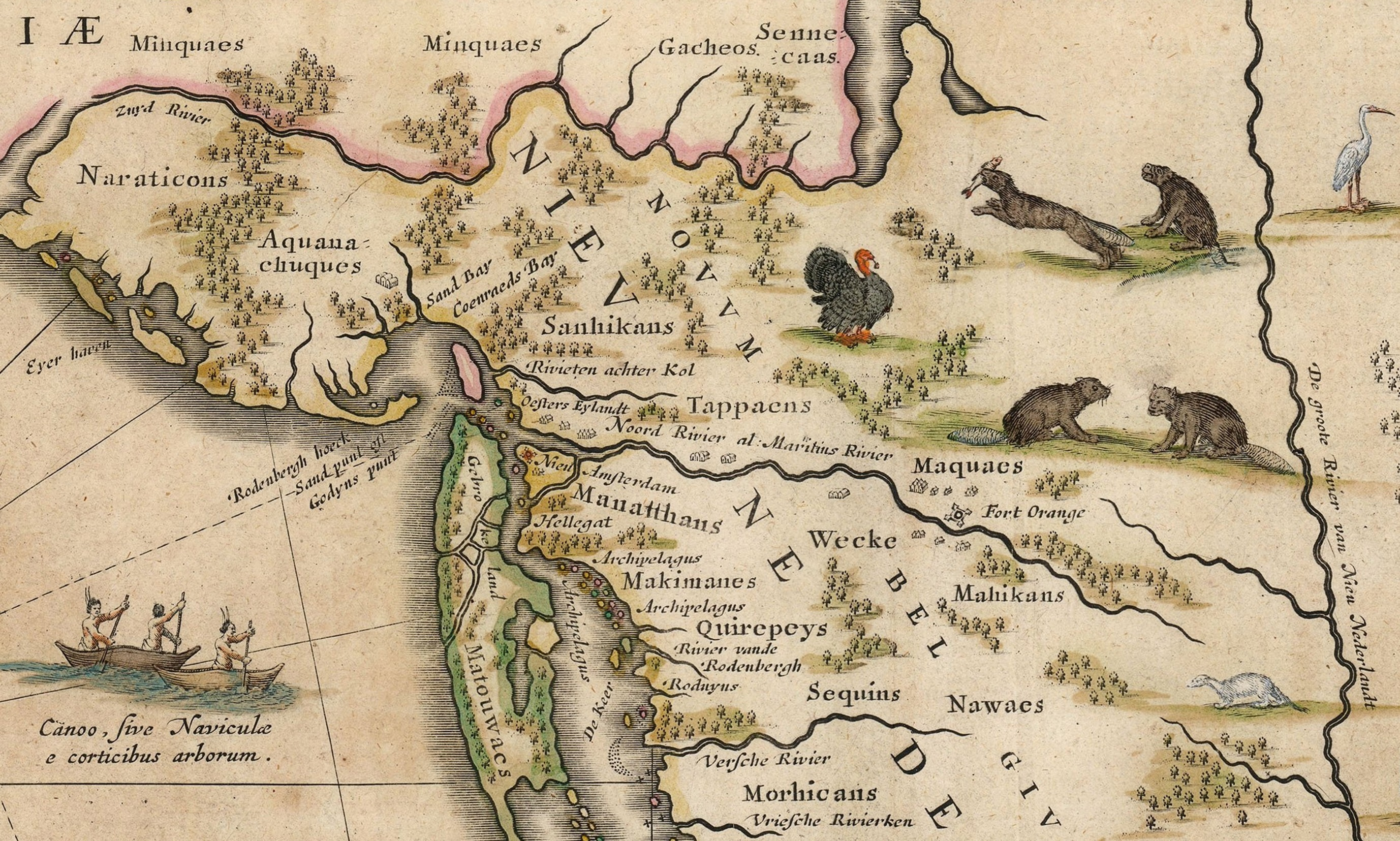
1634年オランダが描いた地図。北方から

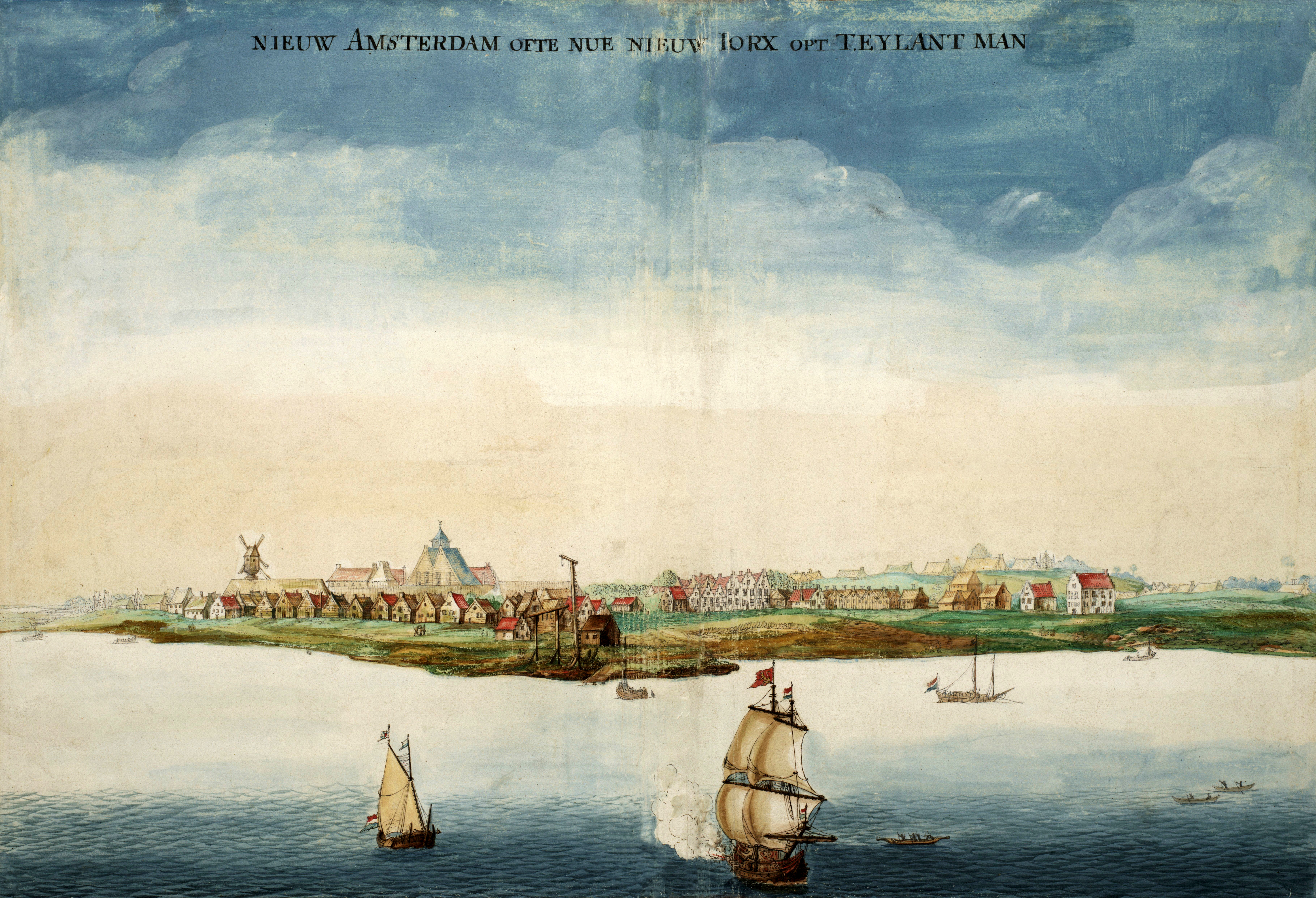
1664年のニューアムステルダム

ヨーロッパ人による移住は1613年にロウワー・マンハッタンの世界貿易センターのあった場所で始まったオランダの毛皮貿易の発展によって拡大し、1625年にはマンハッタン島の南がニューアムステルダムと呼ばれることとなり、1626年にアムステルダム交易所が建設される。当時ヨーロッパではビーバーの毛皮が流行しておりオランダ東インド会社はハドソンが開拓した地域に新たなソースがあることを確信していた。また同じく1613年にはオランダ人航海士のアドリアン・ブロックはクルーと共に冬をマンハッタンで過ごし、春先に完成させた船でイースト・リバーを北上、ヘルゲート（図5）を発見しロングアイランドが大陸ではなく島であることを白人で初めて知った。ブロックは海岸一体をニューネーデルラントと名付け、会社は独占的貿易の権利を得た。これは現在へと続くニューヨーク市の巨大商業の誕生であった。
最も初期の移民は同地域を「発見」したとされているクリスチャン・ヘンドリクセンとジャン・ロドリゲスであった。ロドリゲスは初の黒人住民でもある。
1616年、オランダ人たちは貿易の拠点としてキングストンにも入植を始める。
1623年から24年頃、オランダはこの地域をフォート・アムステルダムに創立したオランダ東インド会社による商業目的として見ており、ボウリング・グリーンにあるアレクサンダー・ハミルトンUSカスタム・ハウスを要塞化。これは上流から攻めてくる可能性のある他のヨーロッパ諸国から会社をも守るためであった。1年も経たないうちにニューアムステルダムの規模は拡大し会社を守るための守備兵や彼らの食料を作るためにヨーロッパから連れて来られたワロン人の農民達により人口が増加した。
オランダ人はヨーロッパ製のビーバーの毛皮加工用の金属製品を同地にもたらすことによって、インディアン同士の主要な貿易商品である貝殻玉（ワムパム）の貿易仲介を行い、生産効率を上げたが、一方その貿易的価値を下げてしまった。またレナペ族はビーバーを守るため食料用の漁業を諦めた。オランダ人は優れた道具で自分達でも貝殻玉を生産し始め、ヨーロッパ人とインディアン双方の貿易の主権を握ろうとしていた（同じことがニューイングランドの入植でも起こっている）。それらの現象が加速した結果、僅か20年足らずでビーバーは現在のニューヨーク市5区から姿を消し、17世紀は疫病、飢饉、他の地域の移住などでレナペの人口も劇的に減っていった。
ビーバーの毛皮貿易は現在のニューヨーク州北方に本拠地を移し北米西海岸の重要な貿易ハブとなった。この頃、ニューネーデルラントは貿易のみが盛んな地域でオランダ文化を持ち込む場所ではなかったため植民地指揮官は民族間同士の衝突に全く注意を払っていなかった。17世紀の貿易による経済効果はオランダ人のみならずスペイン人、ユダヤ人、黒人奴隷を同地域に集めることとなった。
オランダ語から来ているニューヨーク市の地名は未だに多く、オランダ語で「兎の島」という意味の「コニーアイランド」、「ブルックリン」「ハーレム」「ブロンクス」「フラッシング」「スタテンアイランド」などがある。

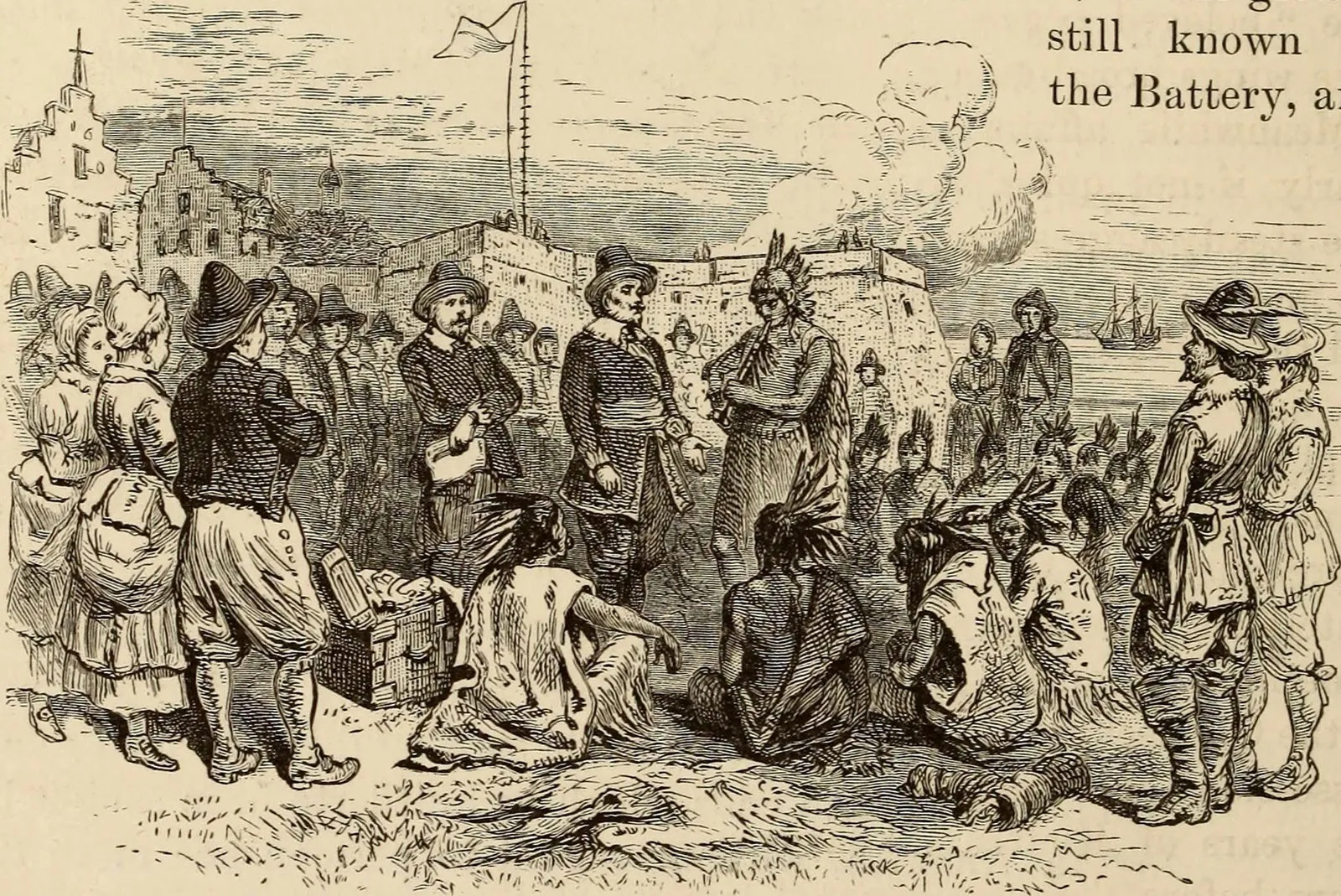
オランダ人入植者とワッピンガー族（キーフ戦争）

1627年、オランダの植民地指揮官であったピーター・ミニュイットは、不動産投資を目的としてインディアンからマンハッタン島とスタテンアイランドを買い取り、一説によれば24ドル相当のガラスのビーズで島は売られたとされている。実際は60ギルダー分の物品との交換だった。インディアンに土地取引の文化は無く、これが公平正当な取引で無かったことは、その後のインディアンと入植者の度重なる戦争で証明されている。
信仰の自由を約束するミニュイットの植民政策はユグノー達の安息地にもなった。マンハッタン島は当時からその天然の良港により大都市に変貌すると考えられていた。さらに同地域南方にはコレクト・ポンドなどの大量の淡水の帯水層があり、地理的に異例であるが湿地帯と高層ビル建設に非常に有利な硬い変成岩マンハッタン・シストが剥き出しになっている岩層が隣り合わせになっている。

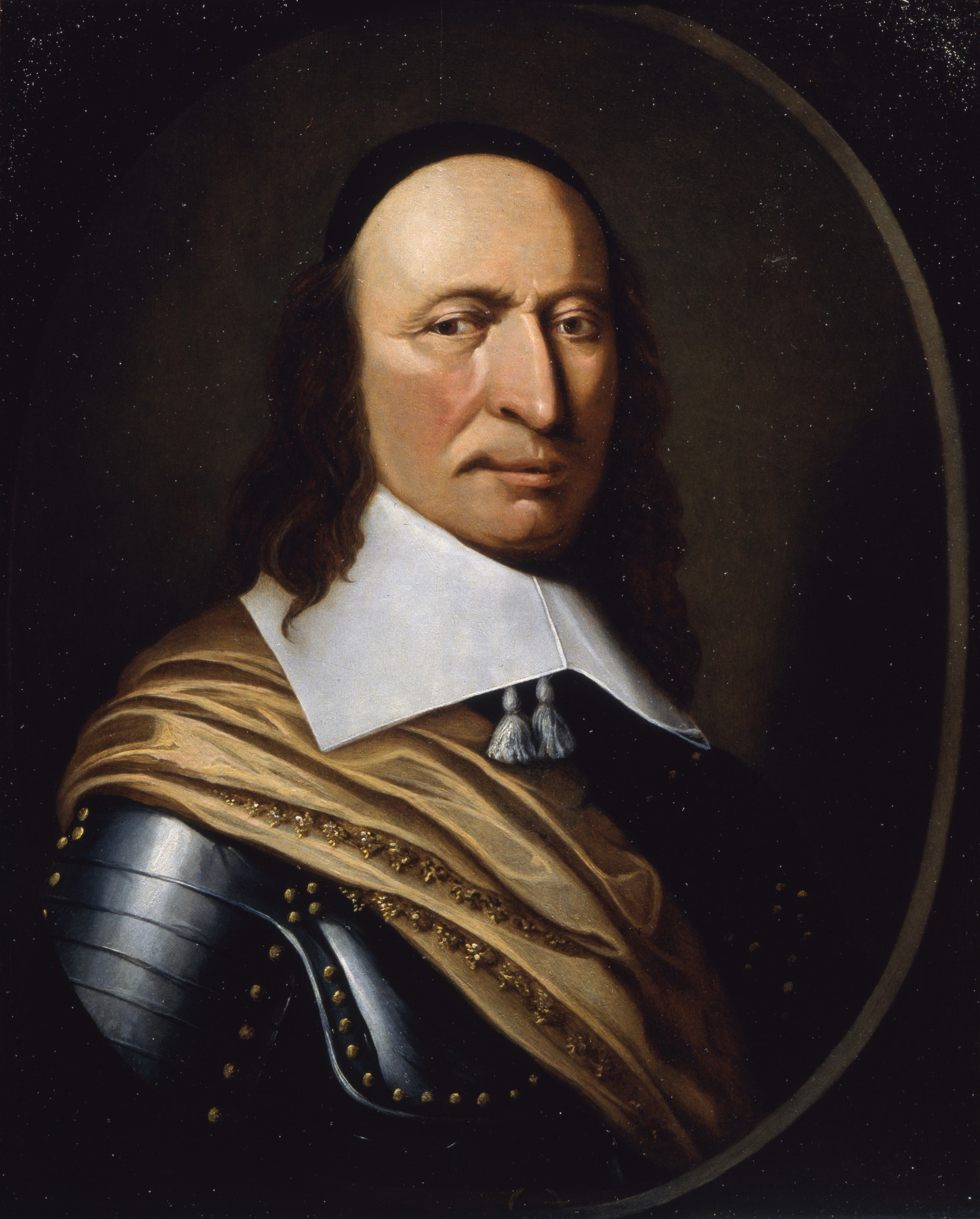
ピーター・ストイフェサント

### ワッピンガー族に対する虐殺
1638年にウィレム・キーフが植民地指揮官に就任したが、その5年後、彼は入植地拡大を巡って、ワッピンガー族インディアンに「キーフ戦争」を挑むこととなる。1643年2月、パヴォニアの虐殺ではハドソン川の対岸、現在のニュージャージー州で女子供を含む120人のワッピンガー族が虐殺された。秋にはこの報復として、1500人のインディアン連合軍がニューネーデルラントを攻撃し、虐殺指導者の軍人アン・ハッチンソンを殺した。その冬にはオランダ人の報復によって500人のワッピンガー族が殺された。
一時期インディアンは優勢だったが、オランダ人入植者は共和国に泣きつき、キーフへ援助部隊を受け、またモホーク族と手を組んで、圧倒的な兵力でワッピンガー族を虐殺した。こうして1600年当時、3000人は見積もられたワッピンガー族の人口は、この二年間の戦いで半数の1500人に減らされてしまった。制圧した。1645年8月29日、和平協定が結ばれ戦争は終結した。
1647年5月27日、ピーター・ストイフェサントは到着と同時に指揮官に就任しオランダ改革派として信仰の自由を排除し、また酒場の閉鎖を行った。その結果、1652年、植民地であったニューアムステルダムは独自の政府を持ち、1653年2月2日、正式に地方自治体として本国より認可を受けた。
1655年、再びワッピンガー族は「桃の木の戦争」で、白人と交戦する。この戦争は、マンハッタンでオランダ人農業者の果樹園からモモを盗もうとした若いインディアン女性が撃ち殺されたことから始まった。彼女の家族は血の償いのためにワッピンガー族に助けを求め、オランダ人入植者の家から家へと、下手人を探して回った（この際、暴力行為は行っていない）。これに対し、ストイフェサントは彼らを攻撃、再び不満の鬱積していたインディアンたちと白人との戦争となり、ワッピンガー族が虐殺された。この戦争は実はオランダ人側がスウェーデン入植者の追い出しを図ったものとされている。ワッピンガー族らはスウェーデン人入植者とは友好的だった。

## 1664年 - 1783年：イギリス植民地時代と独立戦争

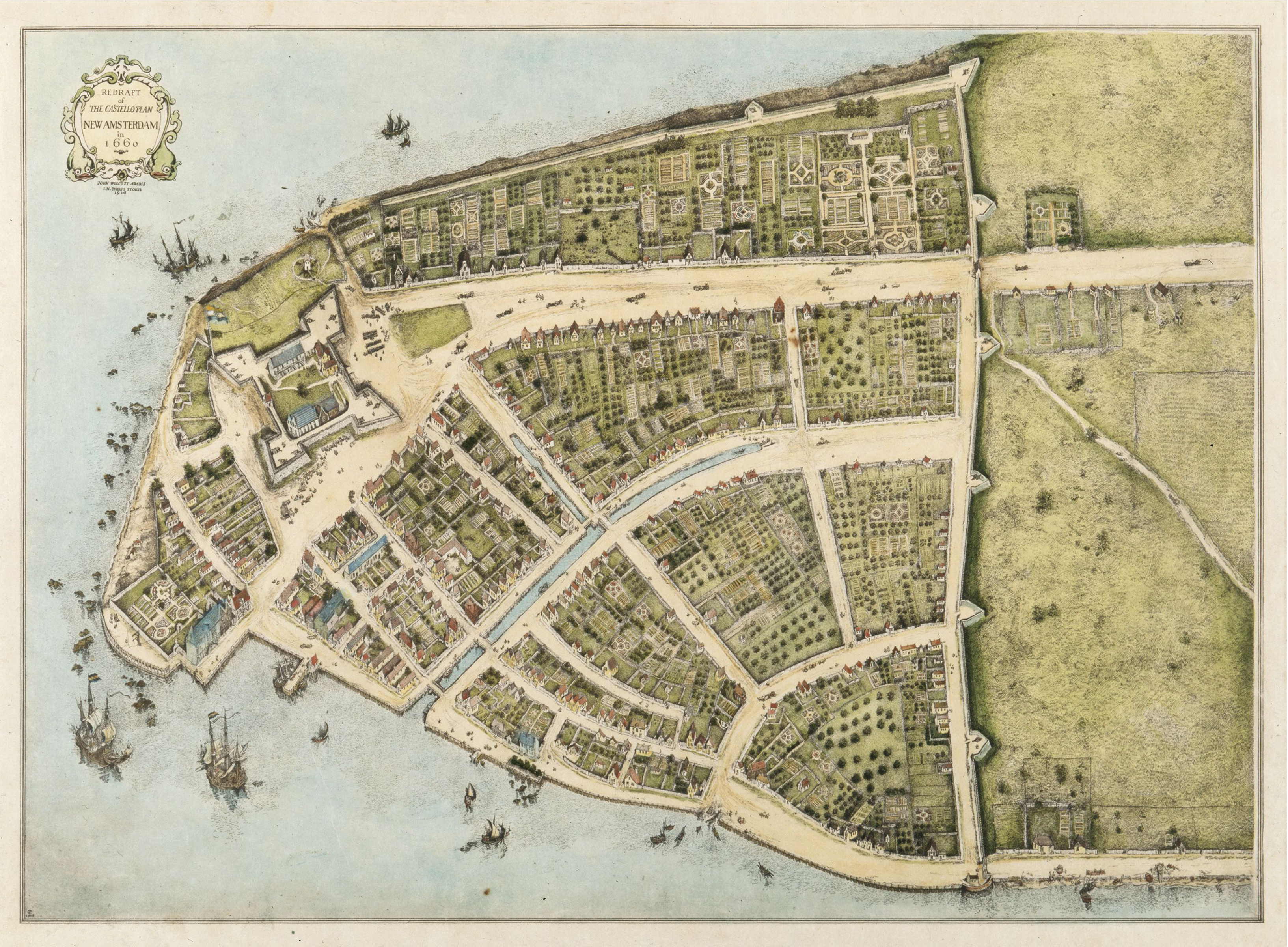
1660年のロウワー・マンハッタン

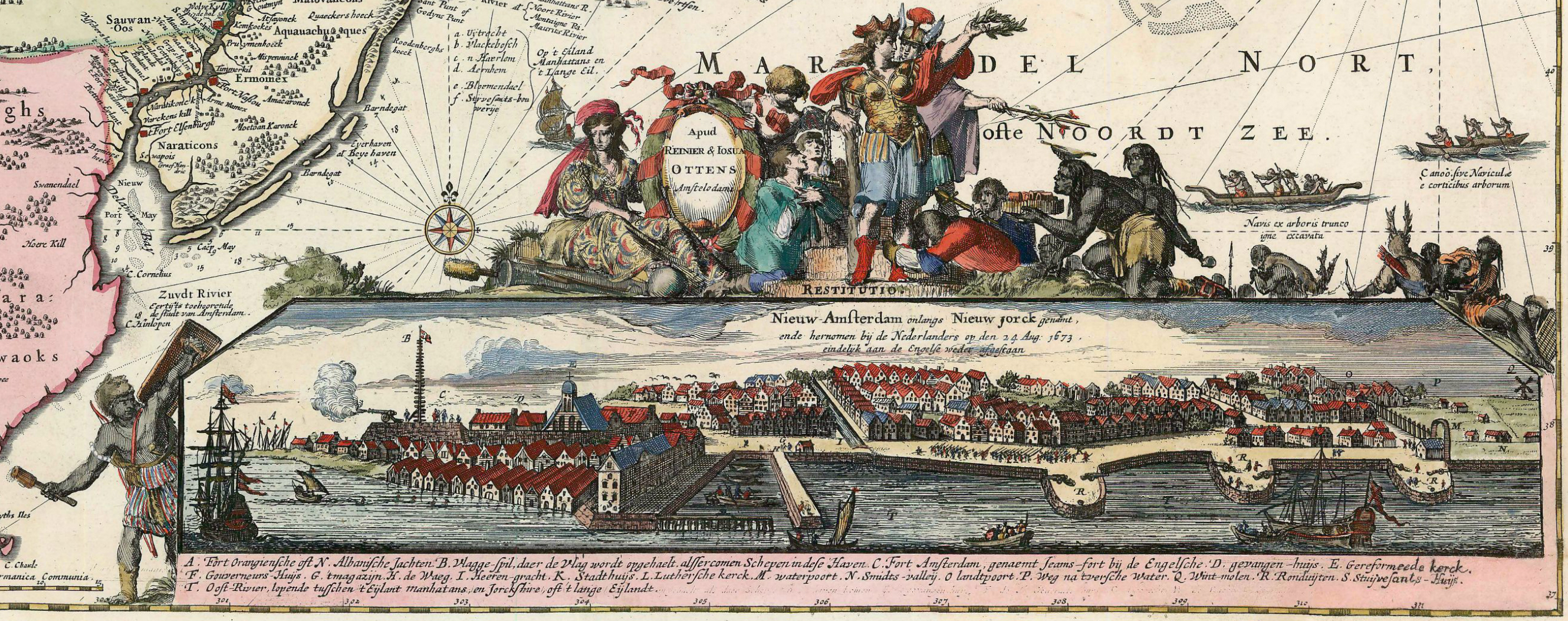
1674年のニューオレンジ

### イギリスの渡来
1664年、イギリスは現在のブルックリン・グレイヴセンド港に来航。イースト・リバーを行軍し市内に入る船舶を捕獲した。当時のオランダ植民地指揮官ピーター・ストイフェサントは捕獲された船に乗船していた市民を認識していなかった。降伏文書によると、1664年9月8日からオランダ東インド会社はストライキに突入しており衛戍は本国に帰るためイースト・リバーを北上していた。1975年に発見された1665年付けの市の封印書によると、これらは実は1625年に起きた事柄であったとしている。奇しくも300周年記念を祝った現代のニューヨーク市は、その11年後に350周年記念を行うことになった。

### ニューヨーク誕生
イギリスが入植し始め、1664年に国王ジェームズ2世はニューヨークと名付け、1665年6月12日にはトーマス・ウィレットを初代ニューヨーク市長に選出した。1667年、第2次英蘭戦争が終わると、勝利したオランダはニューアムステルダム（ニューヨーク）の自治権をイギリスに明け渡す代わりに、当時北米よりもさらに価値のあった東インド諸島のラン島を獲得した。1673年、オランダは一時的に領土を取り戻し、当時ニューネーデルラントと呼ばれた現在のニューヨーク州を第3次英蘭戦争終結後1674年11月にイギリスに本格的に割譲するまでニューオレンジと名付けた。この時、オランダはイギリスと協定を結び、現在のスリナム共和国とニューヨークを植民地交換している。

### イギリスの統治
オランダ領であったニューアムステルダムとニューネーデルランドは新たにイギリスの統治下に置かれ、名をProvince of New Yorkとした。同市は北方をさらに開拓し依然重要な植民地であったと共に、その地域の発展は完全なる独立への兆しをもを持ち合わせた。陸軍指揮官のジャコブ・ライスラー率いるライスラー反乱軍が力を持ち始め、1689年から1691年にかけて（ライスラーが逮捕されるまで）ニューヨーク南方の主導権を握った。反乱軍はさまざまな階級の人々で構成され、中にはこれがアメリカ独立への第一歩ととらえる者もいた。1680年代、ジェームズ2世はニューヨーク市を首都とした現在のニューヨーク州、ニュージャージー州、ニューイングランドを大英帝国植民地とし、本国イギリスの名誉革命の最中に反乱軍は組織されジェームズ2世による植民地政策に憤慨した。一面的な植民地政策は開拓者にとって不遇の措置であった。その後、ウィリアム3世によって送られた英国軍によって王国の権力は回復するも、入植者達は自分たちの政策に合致しない指導者を拒否するようになり、イギリスに対する反乱分子が本格的に芽を出すこととなった。

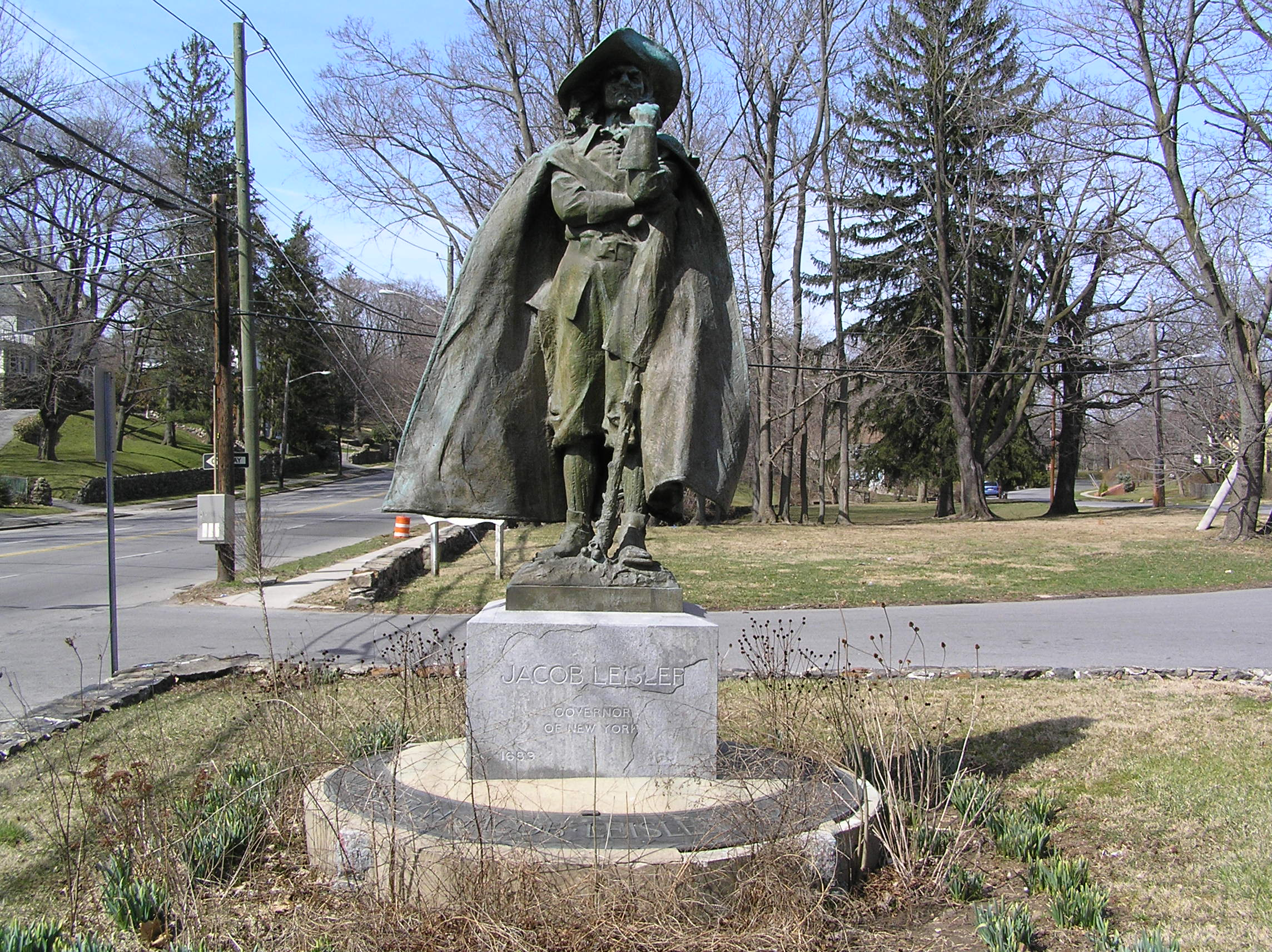
ジャコブ・ライスラーの銅像

この頃、同市は信仰の自由を掲げていたため、セファルディムはブラジルから追放されニューヨークへ迎えられた。その他、ニューヨーク・ウィークリー・ジャーナル紙の出版者だったジョン・ピーター・ゼンガーは1735年、果敢にも言論の自由に挑み、植民地人でありながら、本国イギリスから送られた総督を批判した。
1741年、ニューヨークの陰謀事件では貧困層の白人や奴隷などが市の転覆と破壊を目的に放火などを繰り返した。この時、証拠不十分にもかかわらず奴隷達が大勢逮捕された。
1754年、現在のコロンビア大学がKing's Collegeとしてジョージ2世の承認により創立される。
1756年3月17日、聖パトリックの祝日のパレードが初めて開催される。このとき以来、パレードはアイルランド人のみならずニューヨーク市全体を包む祝日となり今日世界的にも有名である。

### 印紙法と自由の息子達
1754年から63年にかけてのフレンチ・インディアン戦争の最中、市はイギリスの統治下に置かれ、ヨーロッパ人を中心とするこの抗争は植民地を一致団結させた。植民地側はイギリス軍に依存しながらも脅威となる他国軍から領土を守った。戦争が終結して2年後の1765年、イギリス議会は植民地防衛のコストを捻出するため印紙法を可決。9人の植民地側の使節はマンハッタンのフェデラル・ホールで印紙法会議を開く。そして反乱軍自由の息子達が同市で結成され、その後まもなくボストンでも結成された。彼らはニューヨーク市に自由の塔を建てイギリスの権力に対して決起。印紙法が破棄され反乱軍が市の実権を握るまでの1766年から75年まで続いた。塔はしばしば反乱軍のサイン塔として使用され、頂上に赤い帽子が被せられているときは植民地自治政府に対して抗議するためのミーティングを開くサインだった。同市は60人委員会の結成により抵抗軍の中心地となり、後にニューヨーク植民地議会となった。

### 独立戦争

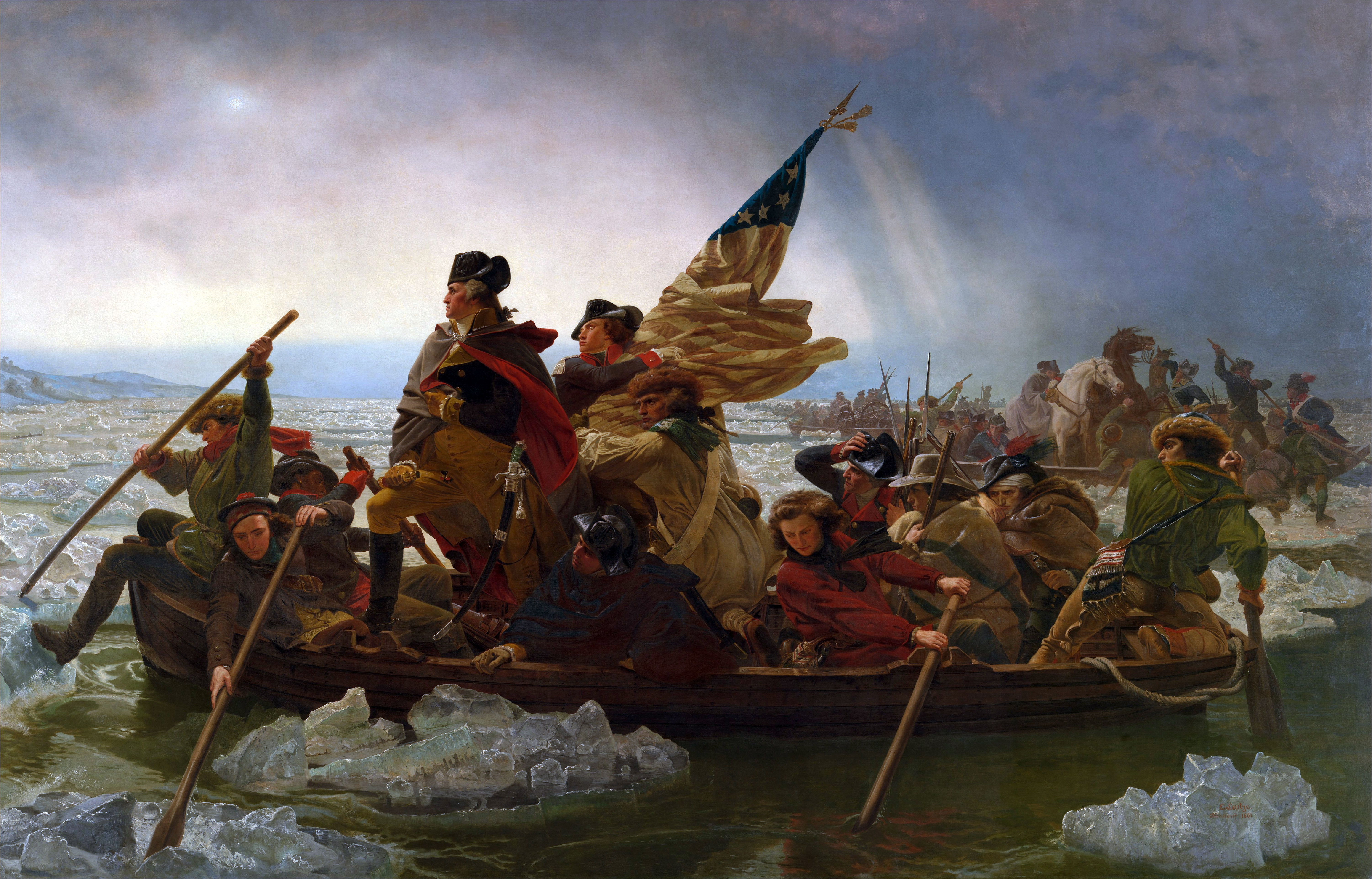
英国軍への反撃のためデラウェア川を渉る将軍ワシントン（中央に立っている）と大陸軍。（トレントンの戦い）

印紙法を始めとしたイギリスによる政策は市民の反乱心を煽り、特に1766年から1776年にかけて自由の塔に駐留したニューヨーク植民地の英国軍に対して長い間小競り合い（Battle of Golden Hillなど）を起こしてきた自由の息子達による反乱が顕著だった。
将軍ジョージ・ワシントンはボストン包囲戦でボストンからイギリス軍を追い出した後、ニューヨーク港は貿易用とイギリスの軍事用に分割されてしまう可能性を悟り、1776年夏個人的指令により大陸軍に市の要塞化を命令した。イギリス軍のニューヨーク方面作戦に含まれる5つの戦いは市およびその近郊で起こり、1776年8月27日のロングアイランドの戦いは同戦争の最大規模の戦いとなり、9月21日のニューヨーク大火災では市の4分の1が焼き尽くされた。火災から数日後、イギリス軍はキップ港へ寄港、ハーレムハイツの戦いが起こった。明らかに不自然な大火災を疑ったイギリスはネイサン・ヘイルなど複数の人間を尋問（ヘイルはのちにスパイ容疑で有罪になった）。

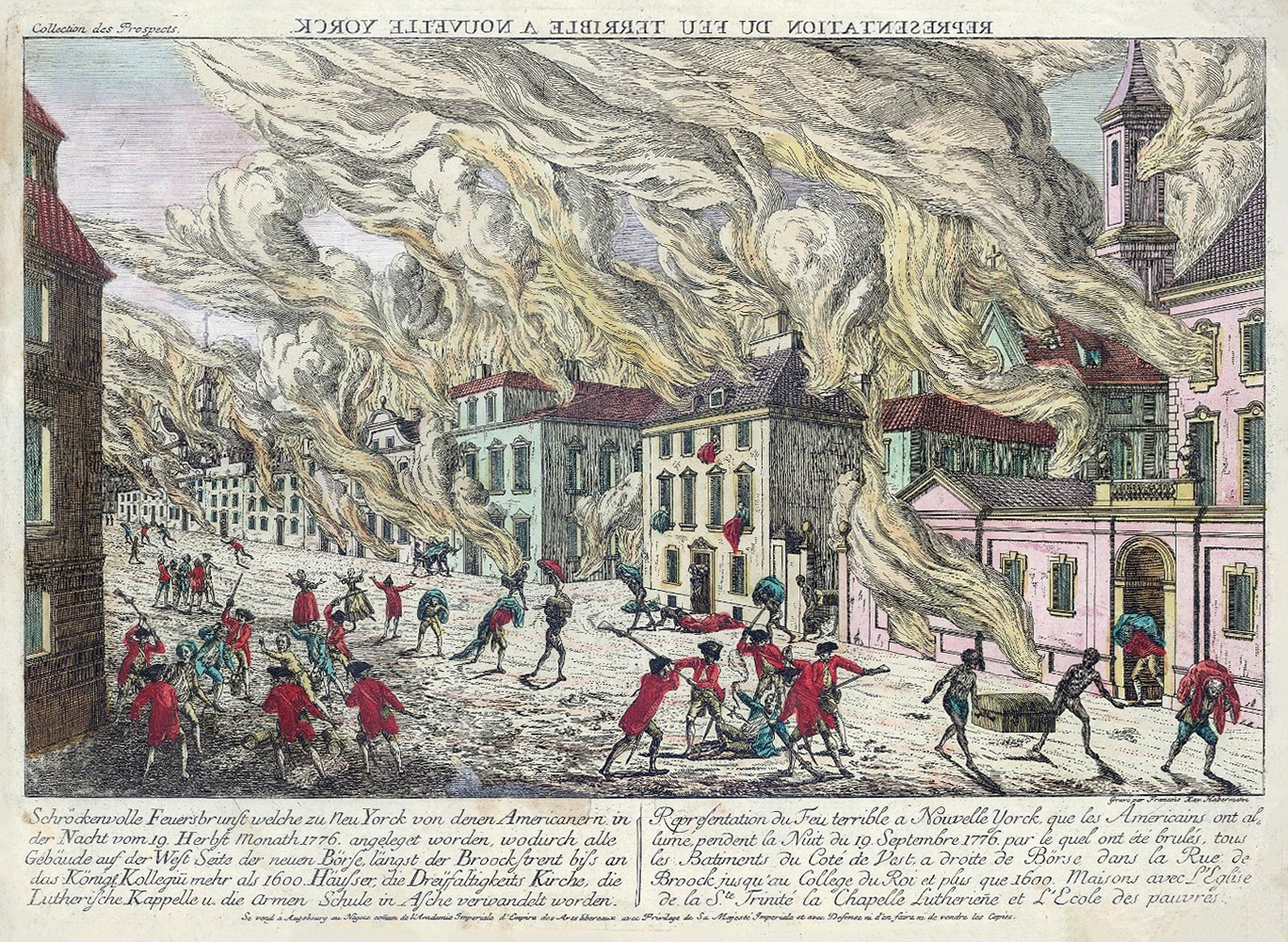
1776年9月21日ニューヨーク大火災

イギリス軍のマンハッタン征服は、1776年11月16日のワシントン砦の戦いでワシントン砦を陥落させたことで完了し、1783年まで大きな反乱もなく同地を征服し続けた。イギリス軍将軍ジェームズ・ロバートソンは今は去った反乱軍が使用していた家々をイギリス軍兵士に与えた。
反乱運動を沈静化したイギリスは北米に残る反乱分子を一掃するための司令部をマンハッタンに置く。英国軍はアメリカ人捕虜をイースト・リバーの対岸ブルックリンのウォールアバウト港に収容、ずさんな環境により捕虜になって命を落としたアメリカ人は戦争による死者を上回った。
1783年11月25日までイギリスによる統治は続いた。Evacuation Day（撤収の日）と呼ばれるこの日にアメリカ初代大統領となるジョージ・ワシントンは意気揚々と同市に帰還し、連合規約によりニューヨーク市で開かれた大陸会議で、ニューヨーク市はアメリカで最初の首都となった。1787年、合衆国最高裁判所は審議の末、北部条例を可決。合衆国始まって以来の領土拡大となった。
ジョージ3世の銅像はアメリカ独立宣言の際溶かされたが、ニューヨークには依然としてイギリス支持派が他の地域よりも多く存在した。初期の独立戦争のイギリスによる成功とその征服によりアメリカ愛国者は次々と市から出て行き、独立戦争の余波が消えるまで市は英国擁護派が一貫して多かった。

## 1784年 - 1854年：初期のアメリカ合衆国

### 市の発展

1789年ワシントンの大統領就任式

1788年9月13日、ニューヨーク市は憲法制定会議により新興国家アメリカ合衆国の首都となり、同国で2番目に大きな都市となる。ニューヨーク市は1790年まで首都であり、その後フィラデルフィアへと移った。
1789年4月30日、ウォール・ストリートのフェデラル・ホールでジョージ・ワシントンが初代合衆国大統領に就任。

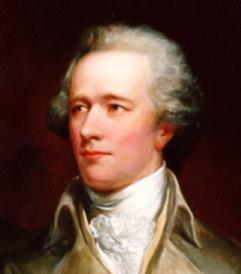
アレクサンダー・ハミルトン

しかし州知事ジョージ・クリントンが連邦政府に対し非常に弱腰であり州政府の権限を連邦政府が承認しないことから、1787年に制定された合衆国憲法に懐疑的な人々が現れる。ニューヨークのビジネスマンの中にはニューヨーク市連邦脱退を唱える者も現れたが、アレクサンダー・ハミルトンとその同士は合衆国憲法の注釈書であるザ・フェデラリストを新聞に載せ、議論の後地方自治の権力が認められることとなった。
1792年、市の株式仲介人達が集まりスズカケ協定（Buttonwood Agreement）を結ぶ。ウォール・ストリートのコノカルパスの木（Buttonwood）の下で結ばれたこの協定はニューヨーク証券取引所の始まりとなった。一方、マンハッタン北方では黄熱が流行し人々は逃げるように安全なグリニッジ・ヴィレッジへと集まってきた。
アレクサンダー・ハミルトンの最大のライバルであったアーロン・バーがタマニー協会の会長になり政治的活動を多々行う。これらの活動によりバーは1800年アメリカ合衆国大統領選挙に立候補した。
1807年、発明家ロバート・フルトンは蒸気船をニューヨーク市とアルバニー市の間に開通させる。
1800年から1840年にかけての「アメリカ生まれの人々」による発展は目覚しく、おおむね安定していた。財務長官として同市の財政を握ったアレクサンダー・ハミルトンの政策によりニューヨーク市は合衆国経済の中心として発展を続け、1825年には同市を当時の合衆国の中心的港にしたエリー運河と鉄道が開通した。独立戦争後にニューイングランドから大量のヤンキーが同市に集まり、市の総人口は戦前をそれを瞬く間に凌駕した。彼らの多くは中産階級と発展途上の上流階級であり、約95％がアメリカ生まれの人々だった。初期の経済は主に職人達によりまかなわれていたが、その後他の追随を許さない合衆国最大の金融と商業の街へと爆発的な発展を遂げる。
ニューヨークはアメリカの中で比較的孤立した特性を当時から持っており、フランス領事は1810年に次のような報告をしている。
『この街の住人はほとんどが外国人でアメリカ人以外の全ての国の人々によって構成されているといっても過言ではない。そんな彼らはたいていのことは気にも留めないがビジネスのこととなると違う。ニューヨークは常に縁日のような所で、人々の3分の2は常に移動を繰り返し、大きなビジネスチャンスが日々作られている。常に擬制資本と共にあり、その贅沢さと豪華さは驚くほど高い位置に達している。郊外や田舎に住む者はニューヨークという街で「アメリカ」を探さなければならない』（フェルナン・ブローデル「The Perspective of the World(1984年)」p406より）
この引用の「擬制資本」（fictitious capital）はニューヨーカー達の信用販売について述べているものと思われる。

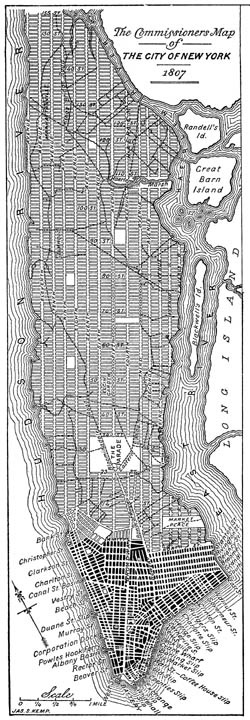
1811年委員会計画の草案（1807年）

1811年にはマンハッタンの将来の都市計画と土地販売についての案をまとめた「1811年委員会計画」（Commissioners' Plan of 1811）がニューヨーク州議会を通過した。ガヴァナー・モリスら3人からなる委員会がまとめた計画は、マンハッタンのグリニッジ・ヴィレッジ以北の未開発地に、土地の起伏にかかわらずグリッド状の街区を設けるという壮大かつ夢想的な計画であり、一番街から十二番街までの南北方向のアヴェニューと155丁目までのストリートが直交する規則正しい道路網とその幅員が定められた。
但し、この計画では「セントラル・パーク」は予定されていなかった。しかしその後、19世紀半ばに、マンハッタンにも大きな公園が必要であるという提起がされはじめ、このためニューヨーク市は1853年に公園予定地を選定、建築家らによる競技設計を実施し、フレデリック・ロー・オルムステッドらが選出された。こうして、1857年からの工事で一帯が造成され、1859年に開園している。
また、マンハッタンの農園や集落を結んでいた街道のうち、レナペ族が作った道に起源をもちオランダ人やイギリス人たちも開墾に使ってきたブルーミングデール・ロードは、グリッド状の街区の中に残されて拡幅され、ブロードウェイとなった。
1821年9月3日、ノーフォーク・ロングアイランド・ハリケーンは一時間に13インチ（約33cm）の降雨を記録し、キャナル・ストリートより南方は大規模な洪水に見舞われたが幸い死者は最小限だったと報告されている。この台風はカテゴリー3の規模で、ブルックリンの南方ジャマイカ湾より上陸。ニューヨーク市に直撃した唯一の台風として記録されている。

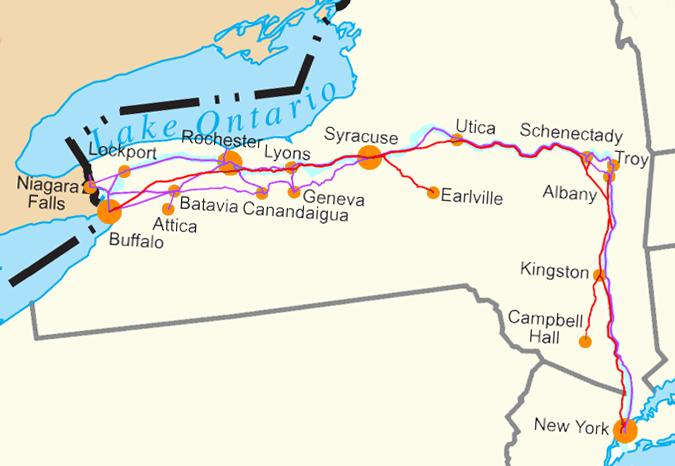
エリー運河

1824年、オレンジ党によるパレードが終了した際アイルランド系聖公会とカトリック信者の間で暴動が勃発。1870年代にかけておこるオレンジ党の暴動の前兆となった。
1825年10月26日、エリー運河が開通。五大湖およびシャンプレーン湖と大西洋を結ぶこの運河による北方および東部への交通の発達はニューヨークに大きな経済的恵みをもたらした。1814年より定期的に運行されていた蒸気フェリー、フルトン・フェリーは1834年にブルックリンがマンハッタンに次ぐ都市化を遂げたことによってより活性化する。
1835年、フィラデルフィアはマンハッタンを抜き最も人口の多い都市となる。この頃のマンハッタンは1834年頃より流行していたコレラが市の建設ラッシュを頭打ちにしていた。12月26日には戦争時以来のニューヨーク大火災に見舞われる。気温マイナス15度で突風の吹き荒れる中、消防士達（中にはフィラデルフィアから応援に駆けつけたものもいた）は為す術が無かった。キャナル・ストリートより南方の被害が大きく、商売人たちは商品を耐火性がある教会に持ち込んだが結局全て焼けてしまった。

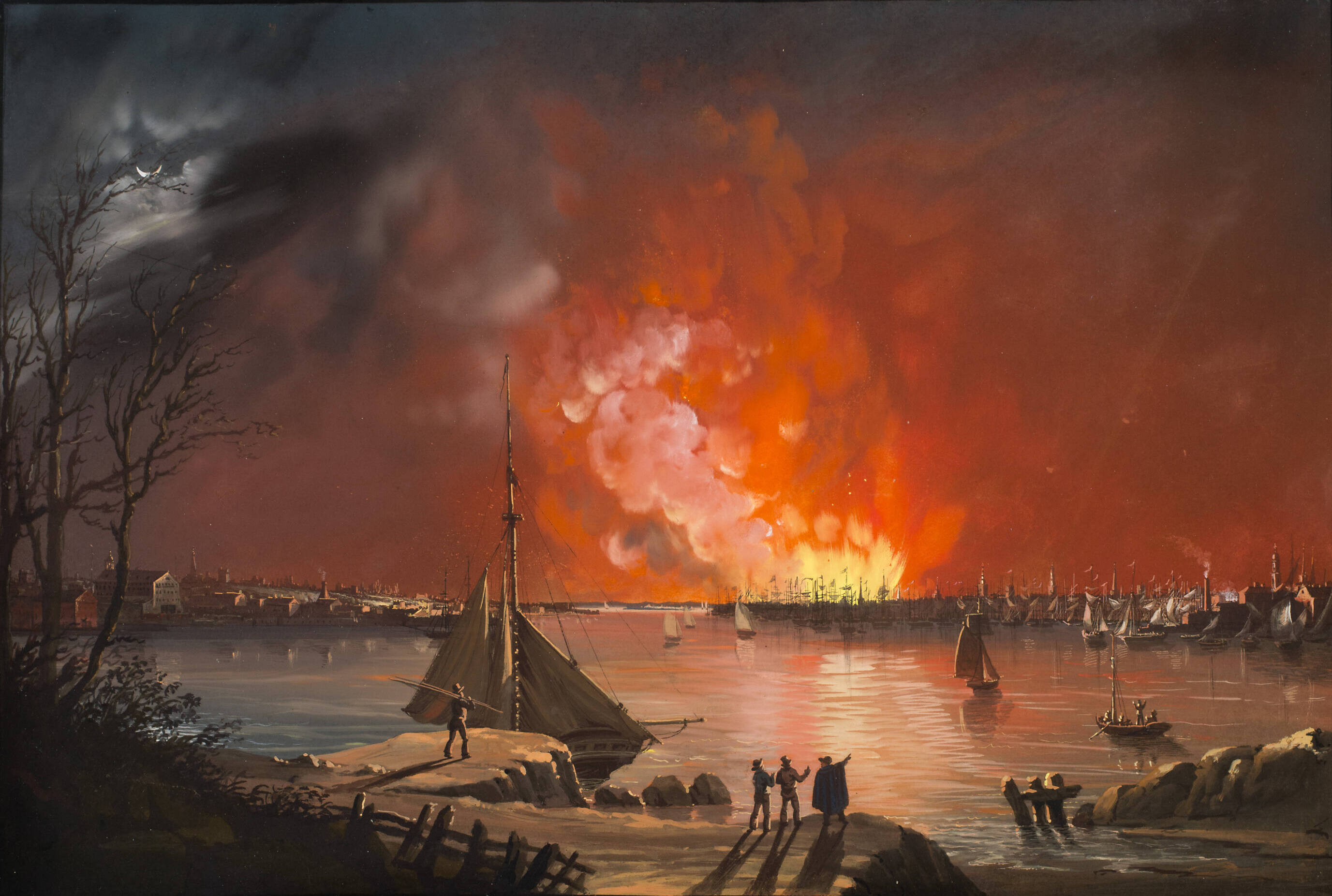
1835年冬の大火災。ウィリアムズバーグから

最終的にはビルを破壊し火の通り道をふさぐ事で被害を抑えた。この火災により店舗を失った多くの商業人たちは最初全て保険で修復できると思っていたが予想以上の被害でさまざまな階級の人々が被害を受け、なおかつロウワー・マンハッタンにあった保険会社の本社も焼き尽くされてしまったため保険が下りるどころか保険会社そのものが倒産してしまった。
この火災と工業発展による大規模な水の需要はクロトン送水路の設置を必要性を呼び1837年から42年にかけて建設された。送水路はウェストチェスターにあるクロトンダムよりハイ・ブリッジを経て79丁目、86丁目、6番街、7番街にある貯水炉に大量の水を運ぶ事に成功した。1842年10月14日、送水路は盛大な記念式典と共に運転を開始。合衆国大統領ジョン・タイラー、前大統領のジョン・クィンシー・アダムズとマーティン・ヴァン・ビューレン、ニューヨーク州知事ウィリアム・スワードなどが式典に参加した。
市の発展は1837年恐慌[:en]によって再び妨げられるが、1850年以降金融と商業の中心として西洋を牽引する存在になる。
1851年10月3日、ハドソン川鉄道（後のニューヨーク・セントラル鉄道）が開通。同州で最初に開通したモホーク・ハドソン鉄道（現在のアルバニー・スケネクタディ鉄道）をさらに南まで拡張させることとなった。

### アイルランド系移民

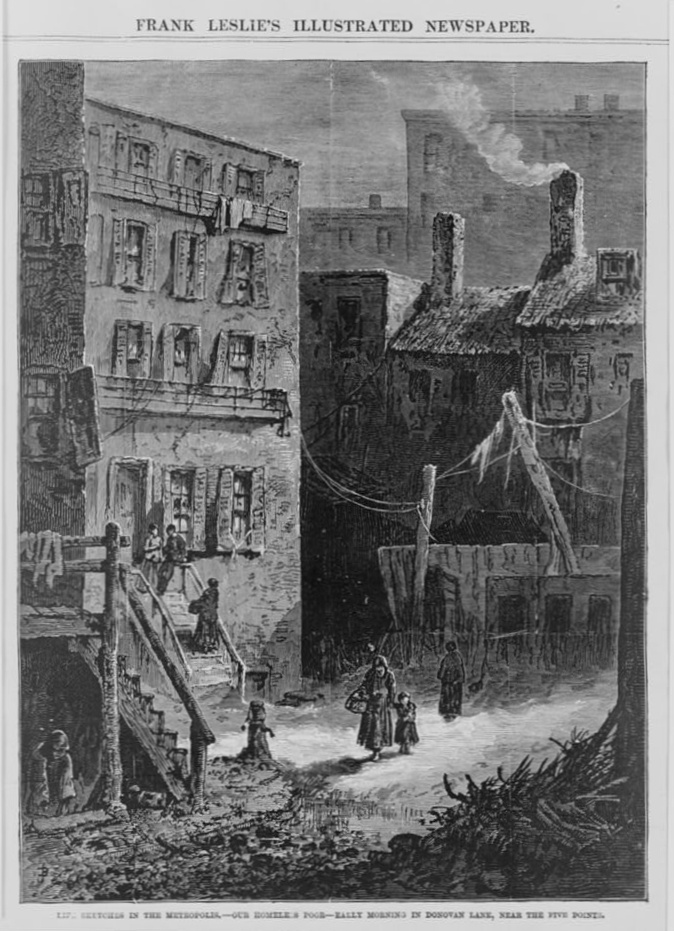
1872年のスラム街ファイヴ・ポインツ

初期の共和党政治におけるニューヨークは、プロテスタントの中産階級（株ブローカー、銀行員、職人、商人など）に依存しており、アイルランドの財政悪化で1840年代に新大陸に大量に移民してきたカトリックのアイルランド系移民は読み書きもできず消防士や警備員などのボランティアに従事することとなった。1845年から49年にかけて起こった本国アイルランドのジャガイモ飢饉はアイルランド移民を加速させ、1850年に彼らの人口は市全体の4分の1にまで達した。この頃、1848年革命によるドイツ移民も増えている。映画・小説「ギャング・オブ・ニューヨーク」は1846年頃のアイルランド・ギャングの抗争を描いている。先にアメリカに移住していたプロテスタント系市民はカトリックのアイルランド移民がアメリカをカトリック化させる恐れを抱き、1843年にはプロテスタントによりニューヨークでアメリカ共和主義者党（American Republican Party）が結成され、1845年には全国政党ネイティブ・アメリカン党へと発展した。彼らは1850年代半ばに反カトリック移民運動「ノウ・ナッシング」（Know Nothing）を活発化させた。
規制されない資本主義は多くの中産・上流階級を生み、企業の労働力の需要はさらに多くの移民を生んで「人種のるつぼ」と呼ばれるようになった。貴族中心のヨーロッパ社会を離れ新興国家で成功する「アメリカンドリーム」という言葉もこの頃生まれた。しかし、全ての人が上手くいくわけはなく、多くの失敗者も生み出し、その貧しさは子供・孫の代まで続きファイヴ・ポインツは想像絶するまでの貧困街と化した。それとは逆に1850年代中盤からは成功した者はロウワー・ブロードウェイ、ワシントン・スクエア、グラマシーパークに住居を構えた。

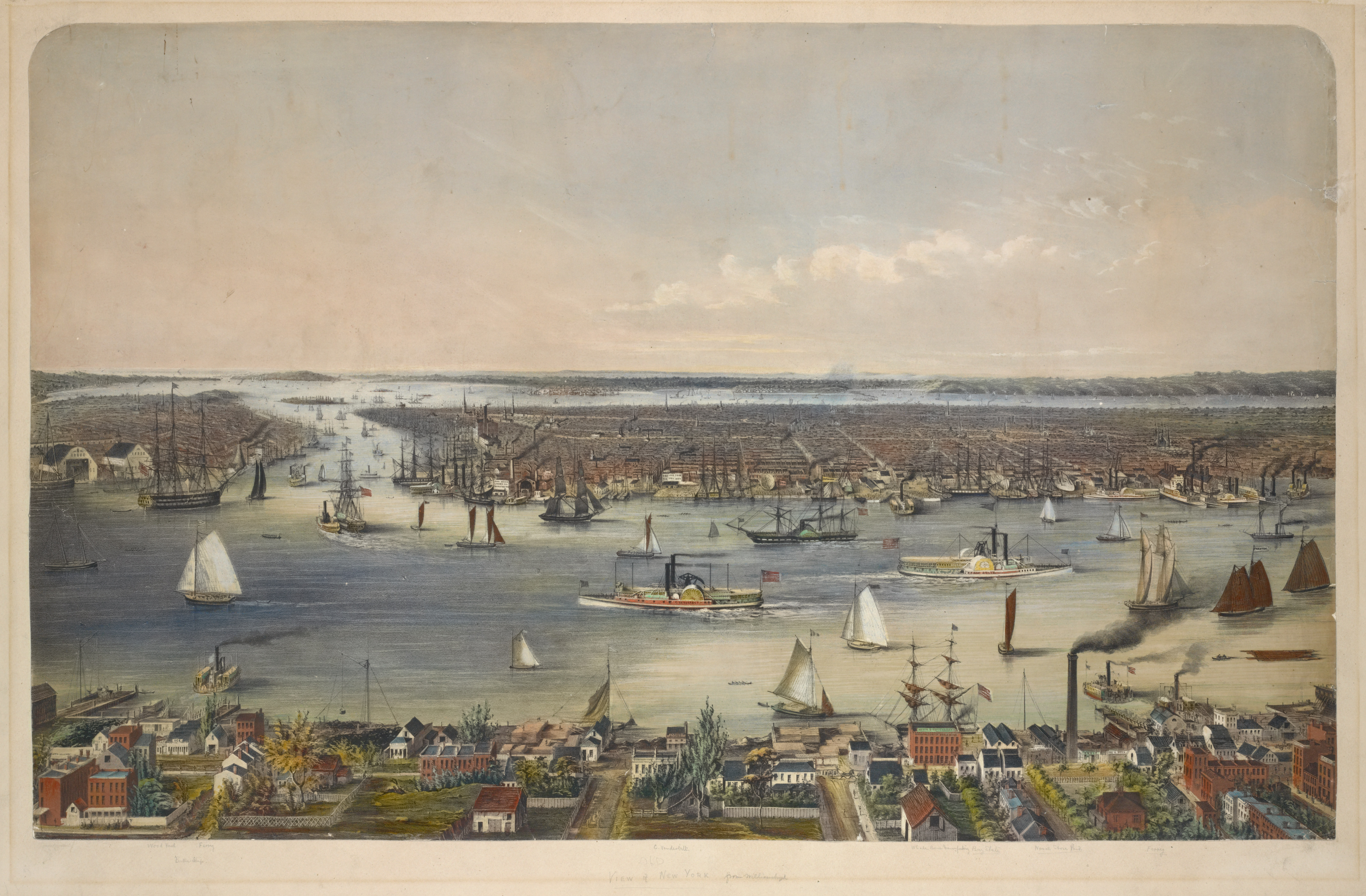
1848年のイースト・リバー

1840年から50年にかけて、ニューヨーク市は市民からの強い要求に応え、ニューヨーク市警と公立学校の設置を行った。
移民増加という社会変化は、地震のようにニューヨークを揺るがせた。今日のような官僚政治が行われていなかった当時は、同じような考えや傾向を持った市民が自発的にネットワークを作り市政を行っていたが、こうした体制では変化に対応することは不可能だった。結果、各民族ごとに政治集団や派閥が発生し、ばらばらに動いて利権を争うようになった。職人達のコミュニティが新来のアイルランド人から先住のプロテスタント系住民の居住地域を守ったことにより、アイルランド人は自分達を守るギャングを結成した。警察、消防、清掃などといった市政を自分達に有利になるよう仕向けるために民族間の抗争が起こり犯罪数は増加した。民主党の派閥組織タマニーホールは、アイルランド系移民に対してのサポートを行い、1854年にタマニーから初の市長フェルナンド・ウッドが選挙の末当選。市の改革に踏み切り、手始めに誕生してわずか3年のウィリアムズバーグをブルックリン区に取り込み「合衆国第3の都市」にする計画を立てた。

## 1855年 - 1897年：南北戦争下のニューヨーク

### 南北戦争とニューヨーク徴兵暴動

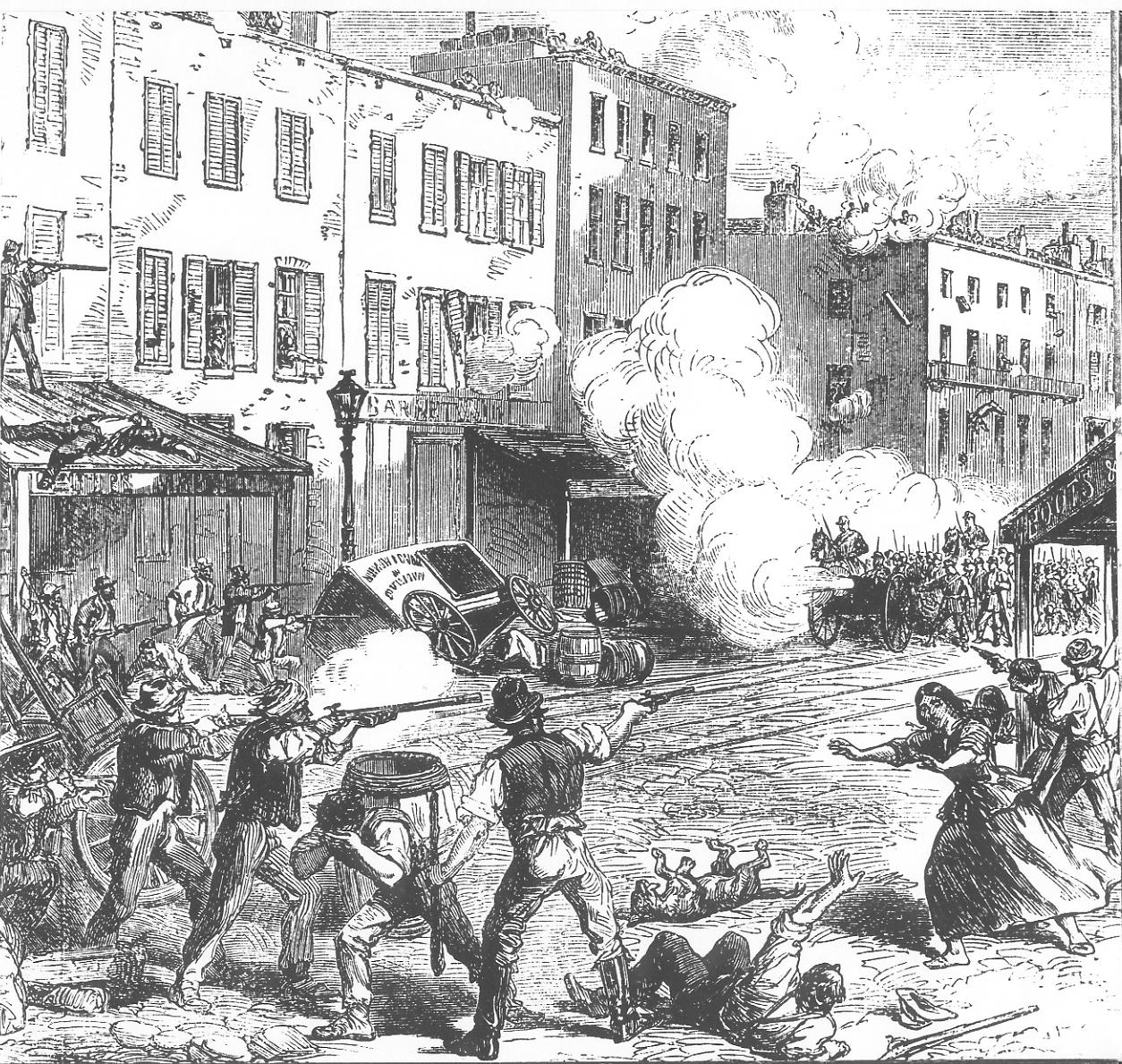
1863年ニューヨーク徴兵暴動

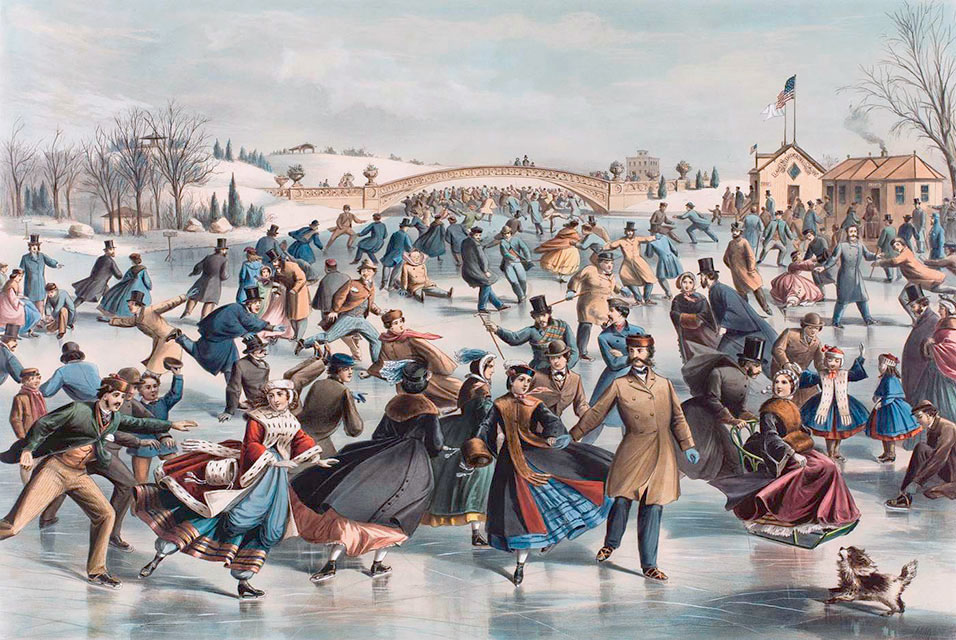
1862年セントラルパークのアイススケート

1855年、タマニー協会から初めてニューヨーク市長に当選したフェルナンド・ウッド。タマニー協会はこの時より時代を牽引する重要な組織になる。
南北戦争の最中ニューヨークは北軍の兵士、物資の重要な拠点であった。また意気盛んなニューヨークの政治家や新聞記者たちは戦争と当時の大統領エイブラハム・リンカーンに対し鋭い切り口で意見を述べた。ニューヨーク港はヨーロッパからやってくる新たな移民（特にアイルランドとドイツ）を北軍の兵士にする拠点となった。彼らは船から降りるとすぐに登録名簿に名が連ねられた。
ニューヨーク市は南部とも強い商業的繋がりを持っており、増え続ける移民と徴兵制度への不満から北軍、アメリカ連合国軍どちらにもつかない人々もいた。1863年に起こったニューヨーク徴兵暴動はその不満が最高潮に達したアメリカ史上最悪の事件のひとつである。
1860年代、すでに人種のるつぼと化していたニューヨークはさまざまな思想が入り乱れた町だった。一方、南部は保守的アメリカ人が多く住む地域で奴隷制度廃止を掲げたリンカーンの大統領就任を拒否しアメリカ合衆国脱退の兆しが現れた。第2期の市長選に再当選したフェルナンド・ウッド (1860 - 1862) はニューヨーク民主党の一員で南軍擁護派であったため、忠実な北軍支持者からは"コッパーヘッド"（南軍びいきの北部人）と呼ばれた。1861年1月、ウッドは市の協議会にニューヨークは他のアメリカ地域とは違う自由な街を目指し南部との綿の貿易も続けることを提案。ウッズ率いる民主党は大きく南部との綿の貿易による歳入に依存していた。ニューヨーカーは民主党支持が多く、その多くはタマニー協会率いるマシーンによるものだった。ウィリアム・トゥウィード率いる同協会は市内に数多くのオフィスを構え、違法的にだが州の立法府や司法にまで権限を有していた。1860年から70年、トゥウィードは市内の民主党候補者の大半を握中に収め、一方ニューヨーク州北部では共和党優勢であった。リンカーン支持者達はユニオン・リーグを結成。大統領の政策を徹底的に支持した。
アメリカ合衆国陸軍はニューヨーク港守備のため戦争勃発前から南軍の攻撃に備え要塞化を図ったが、結果的ニューヨークは南軍に攻められることは無かった。ラファイエットの砦、スカイラーの砦は結果的に南軍兵士の捕虜収容所となった。またマクドゥーガル病院やデ・キャンプ・ジェネラル病院は増え続ける負傷兵を収容する病院として設立された。Wig-Wagシステムと呼ばれる信号はニューヨークで発明されアルバート・J・マイヤー少佐の下ニューヨーク港でその試験が行われた。リッカー島は白人およびアフリカン・アメリカン連隊の最大の軍事演習基地となり、新人兵士は陸軍編成のための出資をした資産家ジョン・ジャコブ・アスター3世の名が付けられたキャンプ・アスターで行われた。キャンプ・アスターでトレーニングを受けた軍の中には同島を所有していた一族の末裔でジョン・ラファイエット・リッカー大佐に率いられたアンダーソンズ・ズアーヴスがいた。1801年建てられたブルックリン海軍工廠は北軍海軍のための物資の生産や造船を行う。南北戦争2年目には6,000人の男性人員を雇うなど、拡大を続けた。政府が運営する公共工場と数百あったナショナル・アーム社などの民間会社は軍服を始めとしたさまざまな物資を供給し続けた。

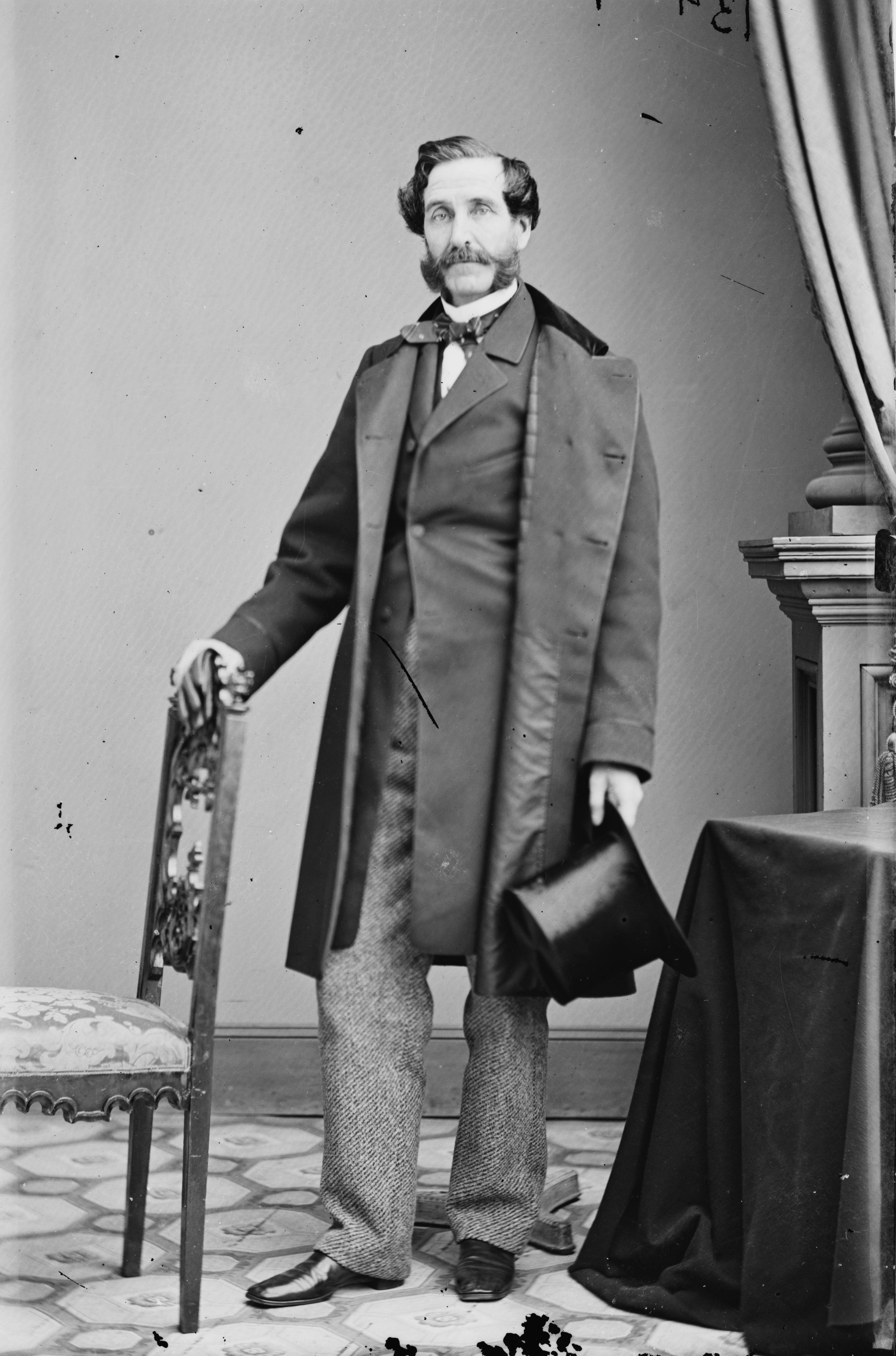
ジョージ・オプディク市長

ノースカロライナ州のサムター要塞が南軍によって攻撃されるとリンカーンは多くの批判もものともせず多くの志願兵を募り、ニューヨーカー達は兵士になる者、金銭的なサポートをする者が現れた。3ヶ月経った1861年には1億5000万ドルが集められ、同年5月には30,000人の志願兵がニューヨークに結成されブロードウェイで盛大な行進を行った。ニューヨークは戦争中（ニューヨーク州も含めると）100万人以上の兵士を送り出した。ファイアー・ズアーヴスを筆頭にヒラム・バーデン大佐率いる狙撃手連隊など卓越した隊が次々と結成されていった。
1862年、ジョージ・オプディクはウッドを下して市長になり、彼はリンカーン支持者に後押しされ州軍よりも合衆国軍への支援をより強めた。また戦争によるウォールストリートの経済的混乱を未然に防いだ他、移民を徴兵する制度の見直しも図った。
合衆国議会とリンカーン大統領は近く多くの兵士の軍籍期間が満期になることを懸念して徴兵制度の可決に踏み切った。ニューヨークの徴兵日は7月中旬でリンカーンはミリシアと志願兵を市を統制するために送り込んだ（中にはゲティスバーグの戦いを終えて間もない者もいた）。アイルランド人を中心とした暴動が数千人にも及び、他の都市でも小規模の暴動が起きた。ニューヨーク徴兵暴動は共和党とアフリカン・アメリカンにその矛先が向けられ、この時の市の様子をジョン・E・ウール少将は『戒厳令が必要だったが、それを抑えることのできる兵力を私達は有していなかった』と述べている。大砲や銃剣を使い暴徒を沈静化させようとしたが効果がなく、暴徒は、遂にはビルをくまなく探しそれを破壊するという行為にまで出た。

### 戦後

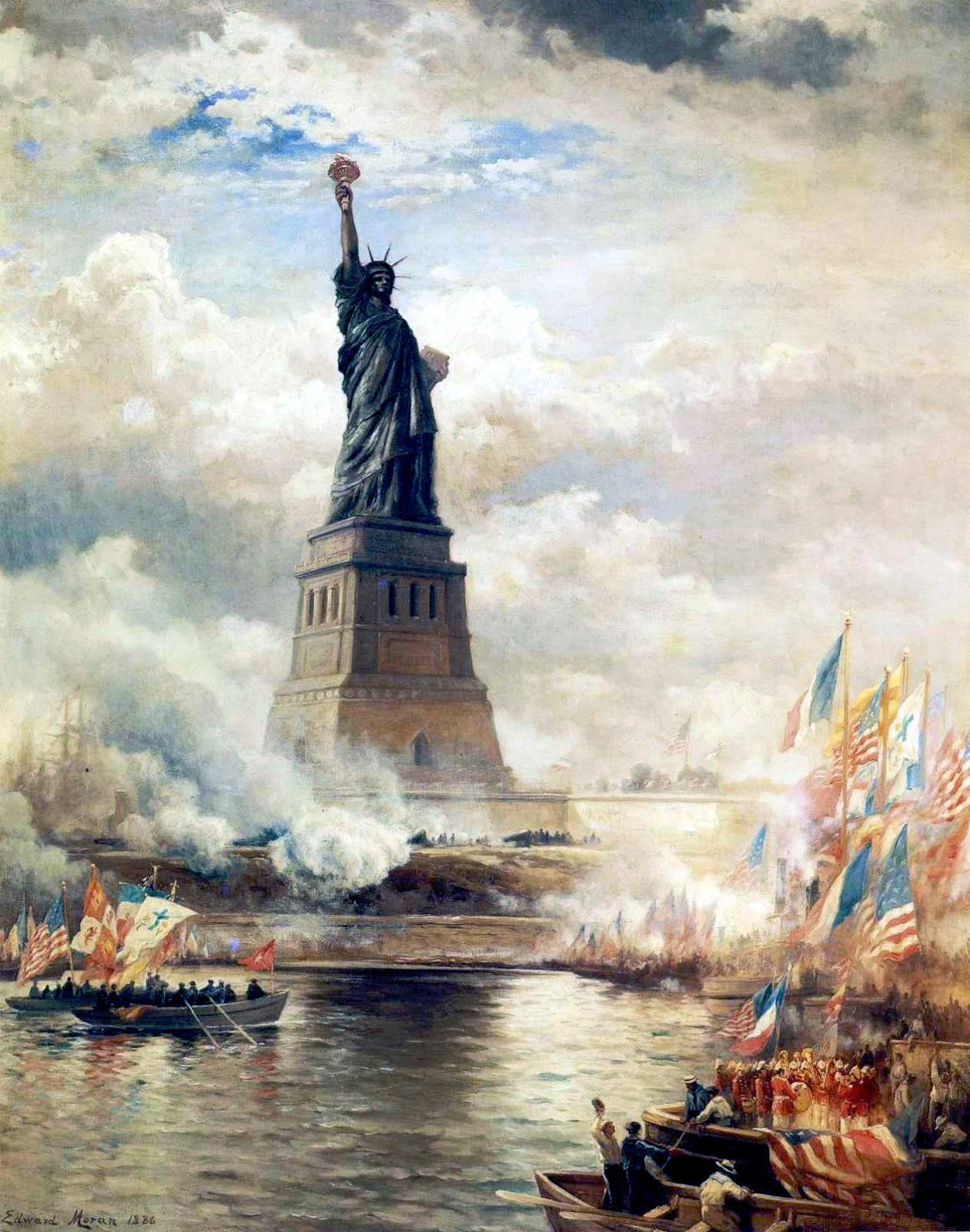
1886年、自由の女神像の誕生

戦後のニューヨーク市はタマニー協会による汚職で堕落の一途を辿った一方、メトロポリタン美術館、メトロポリタン歌劇場、アメリカ自然史博物館、ブルックリン美術館など現在名のある施設も創立された。またジェームズ・ゴードン・ベネット、ジョーゼフ・ピューリツァー、ウィリアム・ランドルフ・ハーストなどを始めとした記者が書く新聞はニューヨークのみならずアメリカ全土で読まれるようになった。
ヨーロッパからの移民は1855年に建てられたキャッスル・クリントンを通った後自由の女神（1886年フランスより贈呈）に見守られ1892年に始まったエリス島の入国審査を通る形となった。
1867年、ウィリアム・メイシー・トゥウィードはタマニー協会の唯一のリーダーとなり、1870年4月より彼は周りの権力者達と共に約2年8ヶ月に渡り市政より数千万ドルを着手。1871年から新聞で彼の行動の暴露記事が記載され始め、1873年有罪判決を受けた。彼の退任は地方自治の汚職を取り除き市は再び活気付いた。
1874年、合衆国輸出の61％がニューヨーク港から行われ、1884年の輸入の70％が行われている。メキシコ湾や西海岸の港の力が増し1910年には輸出のシェアは47％まで落ちている。またニューヨークの金融市場の貯蓄高は1888年から1908年にかけ250％も増えている（全米平均は26％）。1860年から1907年に賭けての不動産価値は170億ドルから670億ドルにまで上昇している。
ジャーナリストのジェイコブ・リースは1890年に「How the Other Half Lives」を発表。移民たちの貧しい暮らしを報道した。後の大統領となるセオドア・ルーズベルトは彼のファンだった。

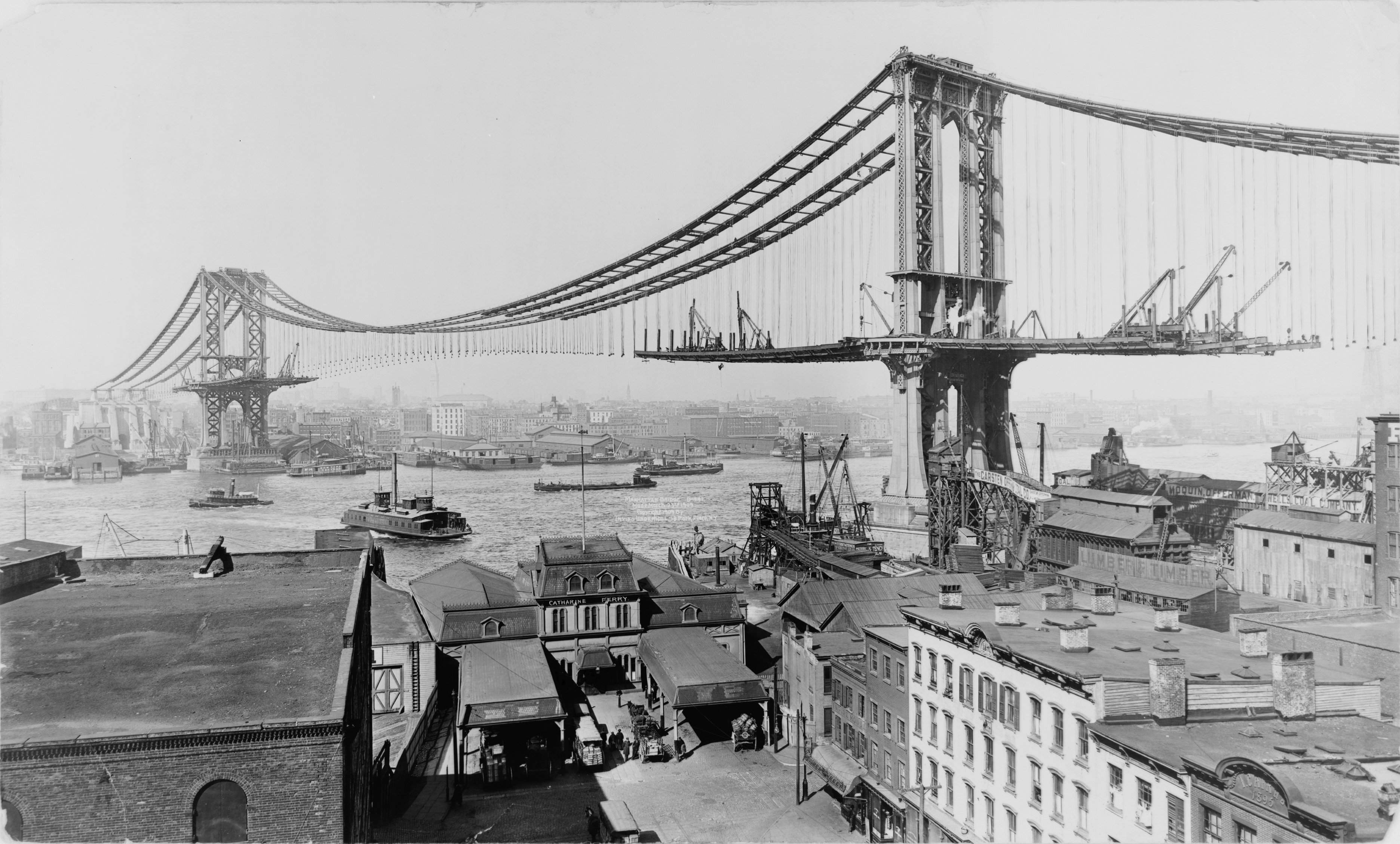
1909年、マンハッタン橋の建橋

ちなみにルーズベルトは1886年市長選挙に敗北した後、警察長官を務めて1895年から97年までニューヨーク市警の改革に努めた。この頃、トーマス・エジソンによる白熱電球の導入により、世界初の電気照明都市となっている。
1855年、ブルックリンはウィリアムズバーグとブッシュウィックを併合し全米3番目の規模となる都市を形成。1870年にはロングアイランド市がクイーンズ区と名を変え、1874年にはブロンクス区がニューヨーク市に取り込まれる。
1883年、ブルックリン橋が完成しマンハッタンとブルックリンの2大都市を結んだ。当時独立した市であったブルックリンは1898年に5区構成のニューヨーク市に併合された。1898年、今日の5区からなるニューヨーク市が形成された。19世紀後半には高層ビルの建設が始まり硬い岩石マンハッタン・シストは今日のスカイライン形成に非常に有利となった。

## 1898年 - 1945年：大都市ニューヨークへ

### 摩天楼の誕生

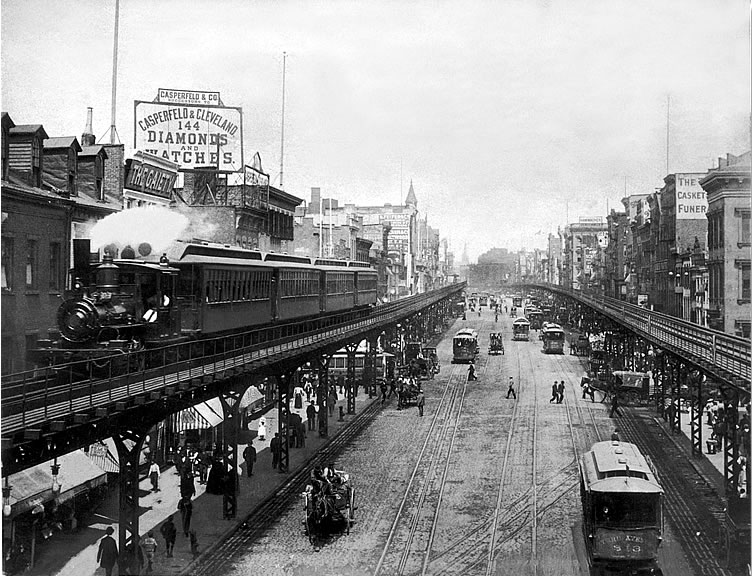
1895年のバワリー地区

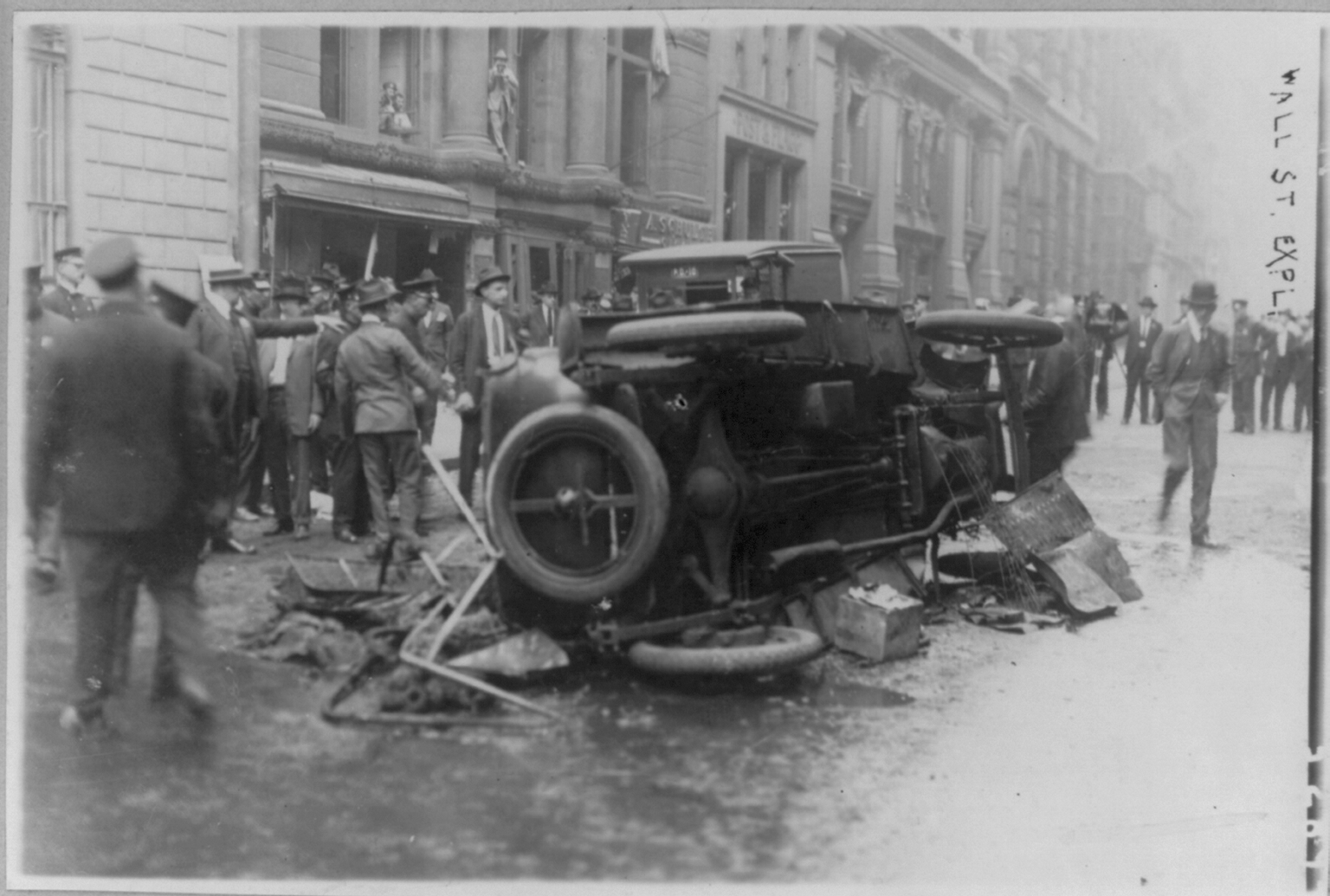
1920年9月16日ウォールストリート爆破事件

1898年に5区からなるニューヨーク市、別名「拡大ニューヨーク市」（City of Greater New York）が形成され、1904年には全ての区をくまなく結ぶ事となるニューヨーク市地下鉄が開業。移民形態も変化しアフリカ系アメリカ人の大移動が南部より拡大し、ハーレム・ルネサンスが起こる。ルネサンスは禁酒法時代最大のムーヴメントであった。また高層ビル建設ラッシュも起こる。
ニューヨーク市地下鉄は現在MTAが一括管理しているが当時はインターボロー・ラピッド・トランジット、ブルックリン・マンハッタン・トランジットに分割管理されていた。インディペンデント・サブウェイ・システムの始まりにより1904年に統一され、5区に人口が一気に広がることとなる。1903年のウィリアムズバーグ橋、1909年のマンハッタン橋の完成はマンハッタンとの交通をより活性化させブルックリンのベッドタウンが発達した。1923年2月1日には世界最大の鉄道ターミナルとなるグランド・セントラル駅が開業（以前から同じ場所にターミナル自体は存在した）。ペンシルベニア駅は1910年に完成している。
この時代はヨーロッパからの移民のピークであり、東ヨーロッパ系から西ヨーロッパ系の移民へとシフトした時代でもある。1904年7月15日にはイースト・リバーで蒸気船スローカム号が炎上し1,000人以上の人々（大半がドイツ人移民）が亡くなった。この事件はドイツ人街の終末に向かう事件にもなった。ドイツ人コミュニティは貧しい移民と共にロウワー・イースト・サイドにその人口を増やしていった。1911年3月25日にグリニッジ・ヴィレッジで起こったトライアングル・シートウェイスト工場の火災は工場で働いていたユダヤ人やイタリア人女性、約145人の命を奪った。これらの事件はニューヨーク消防局の発展に繋がったと共に、国際女性服飾労働組合の発展に拍車を駆た。組合はさまざまな左翼的活動を行い、エマ・ゴールドマンなども一員として参加していた。
1905年、第2次ボーア戦争の後南アフリカの金融再建のためとしてイギリスがニューヨーク証券取引所に多額の借金をすることとなった。これは世界の金融の中心をロンドンがニューヨークに明け渡した出来事となった。
第一次世界大戦中、ニューヨーク市は兵士をヨーロッパに送り出す港の中心となった。ブラック・トム大爆発事件によりドイツ系移民のサボタージュが懸念されていた時期でもあった。
この頃になると経済的に安定した移民たちはマンハッタンの外へと出て行き住居を構え始めた。1920年の国勢調査ではブルックリンが初めてマンハッタンの人口を抜いている。出身地域ごとに移民の制限を設けた1924年の排日移民法によりヨーロッパからの移民は突然止まり、その代わり南部よりアフリカ系アメリカ人の大移動が始まりハーレム・ルネサンスの発端を作った。
タマニー協会からの知事ジミー・ウォーカーは禁酒法下のもぐりの酒場などで市の財政を豊かにした。

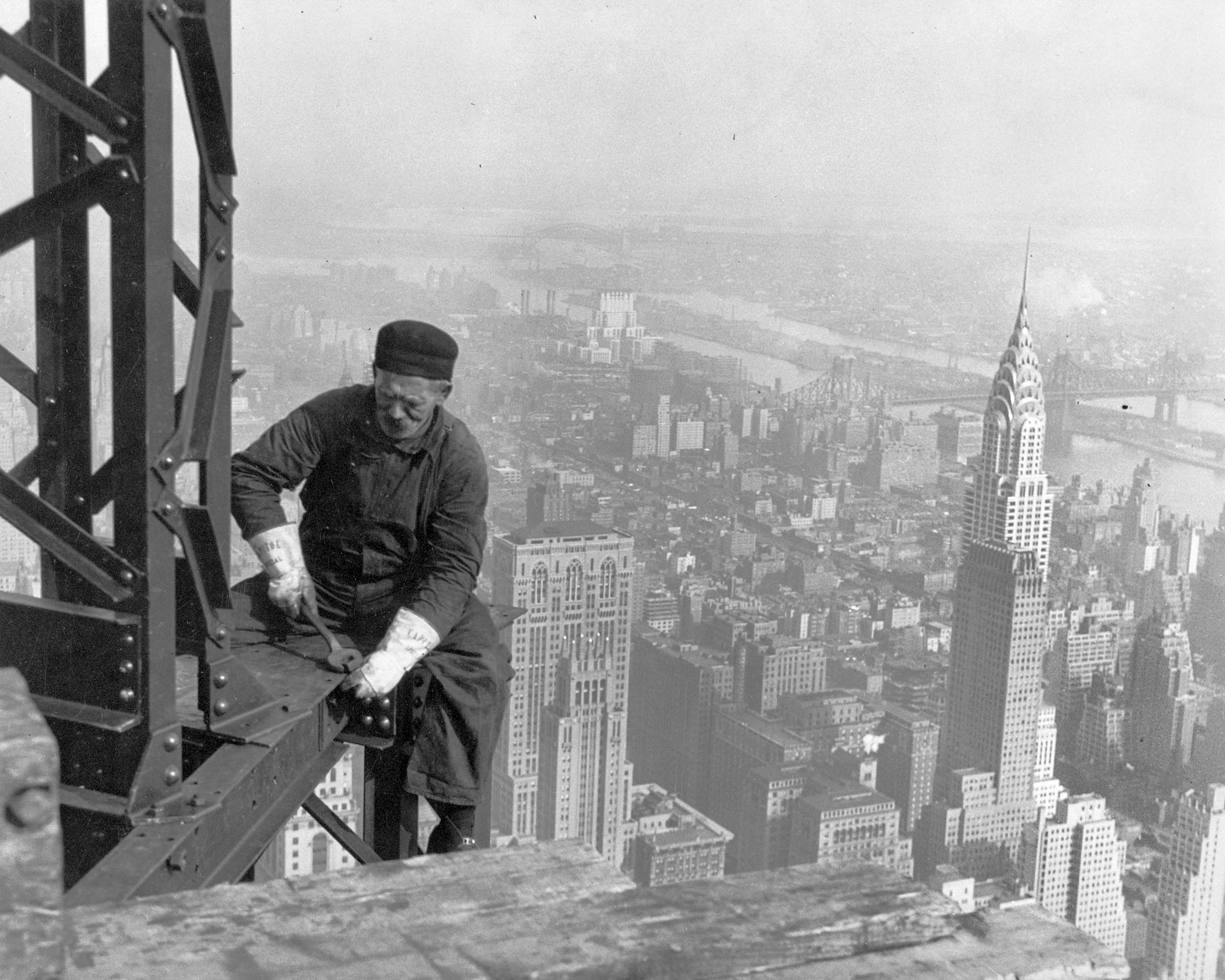
1930年エンパイア・ステート・ビルの建設。後方はクライスラービル

1920年9月16日、市内の共和党過激派は（現在の）JPモルガン・チェース本社前でウォールストリート爆破事件を起こし数十人が死に百人以上の怪我人が出た。ランチタイムに起こったこの爆破は多くの一般民衆を狙ったテロとなった。1995年にオクラホマシティ連邦政府ビル爆破事件が起きるまで、この事件はアメリカ国内最悪の政治テロだった。市はアナーキストと共産主義者を徹底的に非難（1919 United States anarchist bombings）、パーマー・レイドの左翼狩り運動を加速させた。爆弾が爆発する数分前ブロードウェイとシダーストリートの角のポストに脅迫状が投函された。その脅迫状には『これだけは覚えておけ、俺達はもうこれ以上待つことはできない。いますぐ政治犯を釈放しろ。さもなくばおまえら全員が死ぬ事になる。アメリカン・アナーキスト・ファイター』と書かれていた。事件から20年が経過した1940年、FBIは事件簿を公開したが犯人の名はなかった。
ティン・パン・アレーはブロードウェイ・ミュージカルの発展に尽力し、1927年の『ショウボート』の公開に踏み切った。
ニューヨーク市マンハッタンで競うように建てられた高層建築は人々を魅了した。アール・デコを利用したクライスラービルや449mの高さを誇るエンパイア・ステート・ビルなどの高層建築は1930年前後に完成している。
1924年大統領選挙でニューヨークは、共和党のカルビン・クーリッジに投票した。

### 世界大恐慌

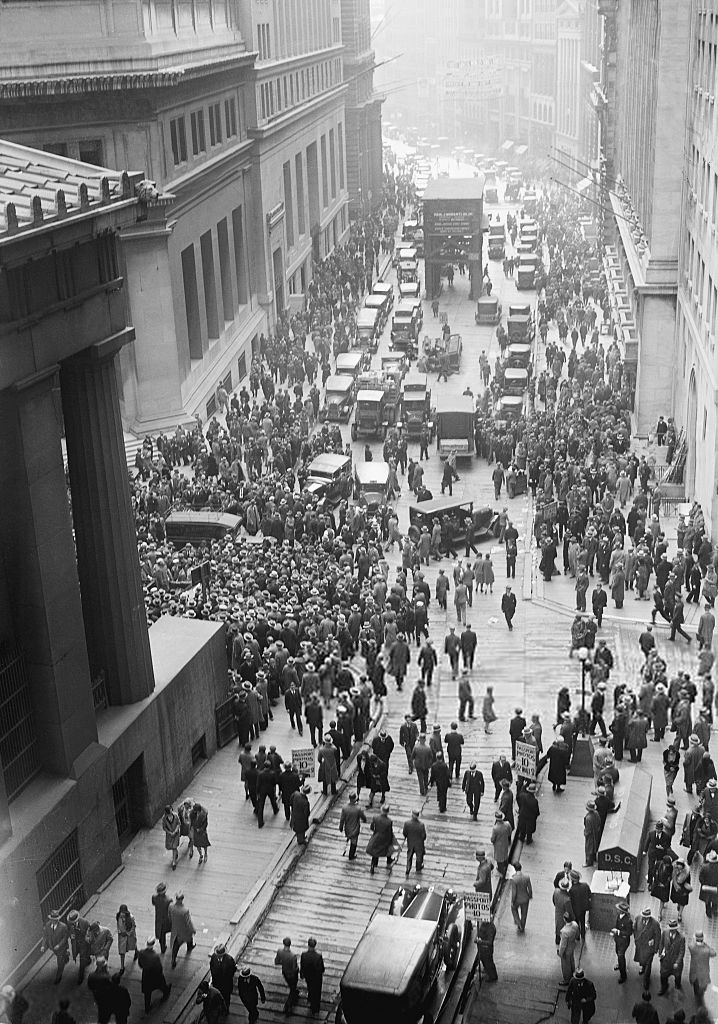
株価の暴落でウォールストリートに集まる群衆

1929年、ウォールストリート・クラッシュは世界大恐慌の引き金となった。恐慌は失業と飢餓を生み、政府の大規模な経済介入を引き起こした。経済の後退は司教パトリック・ジョセフ・ヘイズと後の大統領で時の州議員フランクリン・ルーズベルトによる知事ウォーカーに対する批判を生みウォーカーとタマニー協会を締め出した。ウォーカーは1932年の大統領選挙の緊迫のなかヨーロッパに逃げるように去っていった。
ルーズベルトが大統領に就任した後もフーヴァーヴィルと呼ばれるスラム街は市内に点在したが、ニューディール政策と公共事業促進局の政策により市は恩恵を受けることとなる。この時期に完成したエンパイア・ステート・ビルはビジネスの不況でテナントが見つからないことから俗称で「エンプティ・ステート・ビル」（空っぽのビル）と揶揄された。
1934年、フィオレロ・H・ラガーディアが市長に当選し80年に渡ったタマニー協会による市政は終息を迎えた。ラガーディアは最も偉大な市長として記憶され、イタリアとユダヤ人の血を引く彼は庶民派としてさまざまな人種の人々に愛された。彼の市政はベテランのロバート・モーゼスと共に支えられ、モーゼスは橋、公園、高速道路、自動車を中心とした近代化を行った。彼の政策は近年論争を呼ぶ事にもなる。ニューヨークはこの頃よりアメリカの都市としてよりも国際的な都市として発展していき、他のアメリカの都市とは大きく異なっていた。1930年代後半より起こったヨーロッパからの難民の流入は食事、音楽などさまざまな文化に影響を及ぼした。

### 第二次世界大戦へ
1939年に行われたニューヨーク万国博覧会はワシントン大統領就任150周年を記念して開催され、科学の推移を尽くしたその博覧会は恐慌からの完全な脱出を意味した。
1941年、日本の在米資産凍結が行われ日米関係が悪化すると、好景気時には数千人を超えたニューヨークの在留邦人は帰国を始めた。同年12月14日に出航が予定された最後の引き揚げ船の龍田丸には、ニューヨーク分だけでも160人の一等船室の予約申し込みが行われるなど、帰国準備に拍車がかかったが、同年12月7日（アメリカ時間）に真珠湾攻撃が開始され取り残される形となった。
第二次世界大戦が始まると国のテーマは「明日への国作り」から「自由と平和への戦い」へとシフトしていった。市は戦争初期よりさまざまな影響を受け、貿易船はドイツのUボートの脅威に怯え夜になると全ての照明を消して運行し、ブルックリン海軍工廠は再び活性化した。

## 1946年 - 1979年：揺れるアメリカ社会とニューヨーク

### 戦後好景気と公民権運動

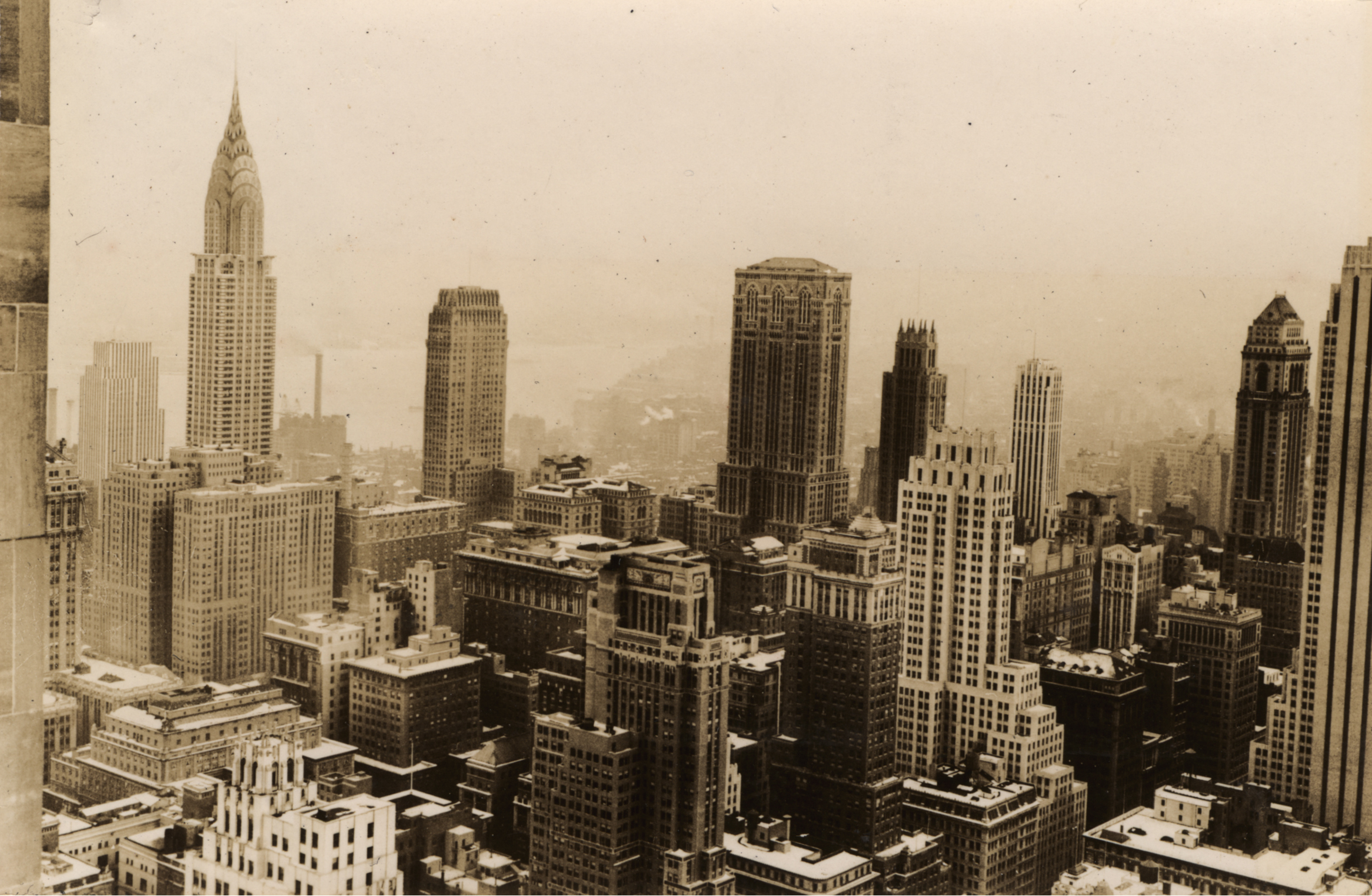
1932年のミッドタウン

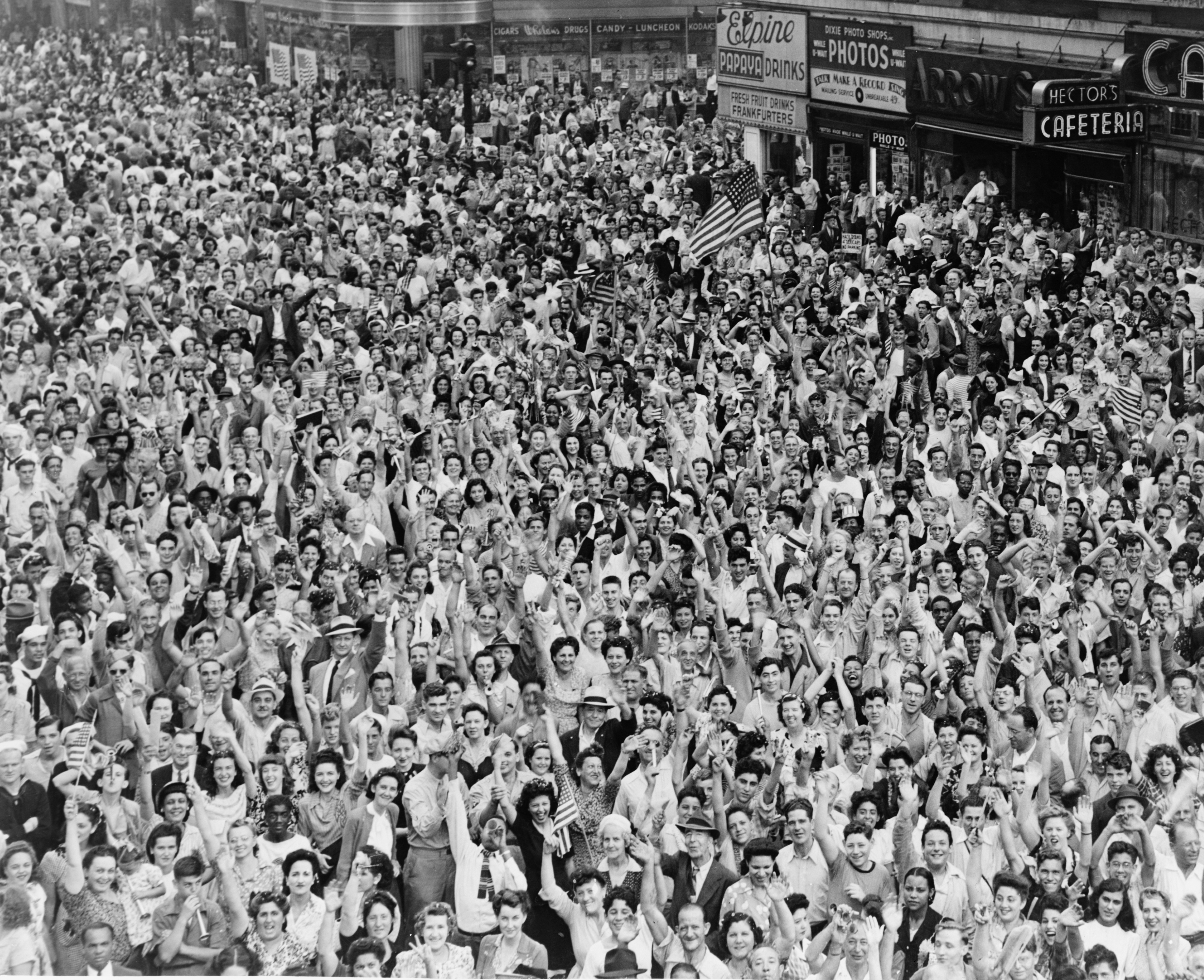
1945年タイムズスクエアで大戦の勝利に歓喜する群集

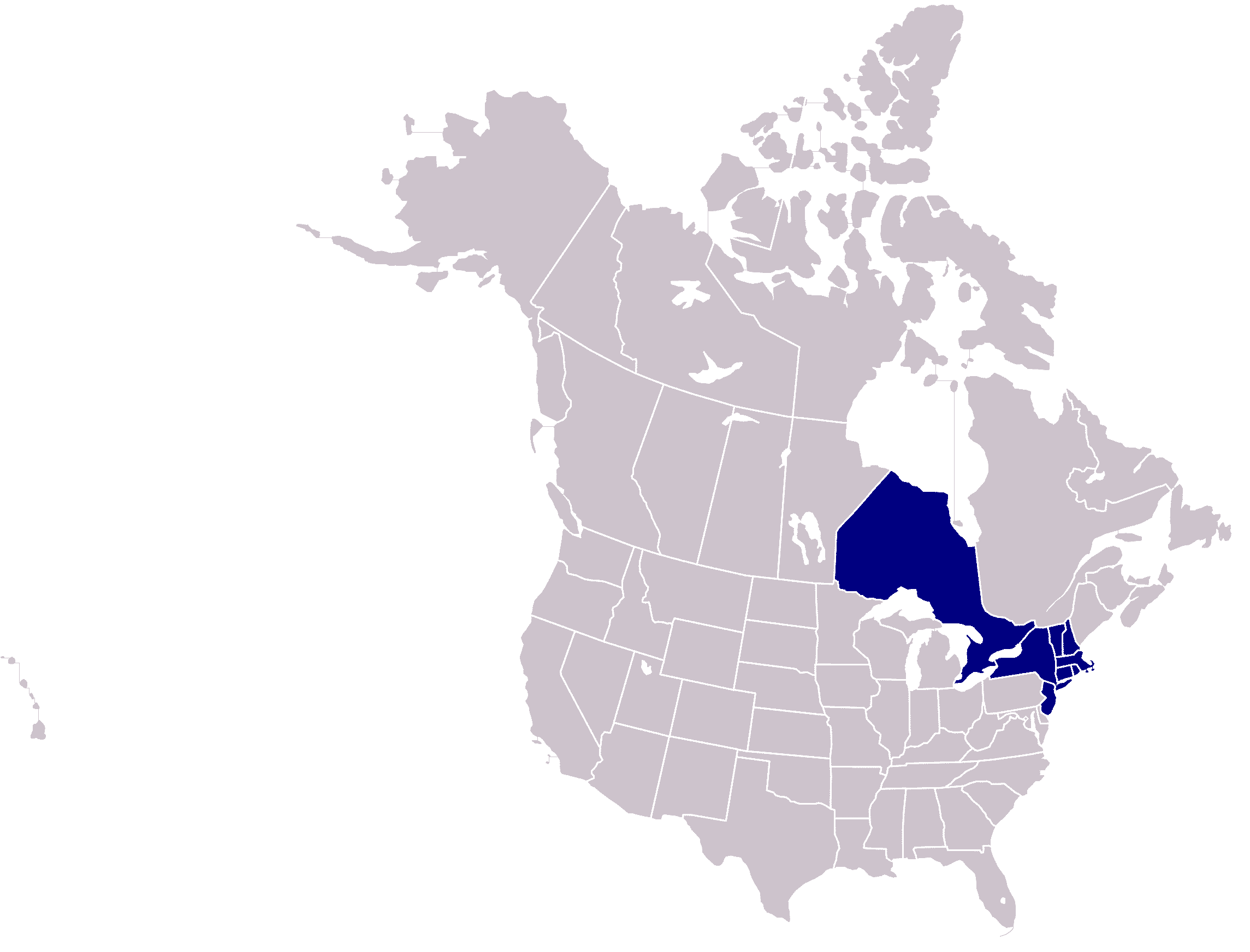
1965年北アメリカ大停電の被害地域

世界にある多くの大都市が第二次世界大戦によってダメージを受けた中でニューヨークは一切攻撃を受けなかったため、大都市としての経済力は、他の都市の追随を許さぬものとなった。また1947年から52年にかけて、国際連合の本部が建設された。パリに取って代わり抽象表現主義を中心とする芸術の都となり、ロンドンに取って代わり商業の中心になった。レヴィットタウンを発端として、郊外移住が盛んになり市の人口は50年代を境に減り始める。
1948年11月15日、ニューヨーク州商業委員会がニュージャージーからマンハッタンに入るバージ（船に引っ張ってもらい物を輸送する浮上方のコンテナ）に対して課金したことから港の影響力は衰弱していく。
マンハッタン・ミッドタウンは戦後の経済過熱によって空前の建設ラッシュが続きミッドタウンの容貌を瞬く間に変えた。建築様式もジッグラトからインターナショナル・スタイルへシフトした。またマンハッタン中東部に位置するイースト・ヴィレッジにも大規模な公共住宅が伝統的な家屋に取って代わるなどした。ロウワー・マンハッタンでは1960年代デイヴィッド・ロックフェラー主導の下、再開発が行われOne Chase Manhattan Plazaが建った。これらの再開発と建築ラッシュは常に何かを破壊しての元行われた。古典装飾様式の旧ペンシルベニア駅が破壊されたのを受け、市は伝統的な景観を残すため1965年都市景観保護法を可決した。グランドセントラル駅も一時期は破壊計画が立てられたが、なんとか法案に救われた。ロバート・モーゼスのもと建設されたフリーウェイは過度の混雑を生み問題となった。
1960年、ロード・バックリーの死後ナイトクラブ従業員に所有義務があったニューヨーク市キャバレーカードのシステムが廃止された。60年代にはタイムズ・スクエアに性風俗店が大量にオープンし、90年代の改革まで残った。
1965年改定の移民法では国籍別に移民を規制することを廃止、このころアジア系アメリカ人のコミュニティが拡大する。
ニューヨークの繁栄に影を落とす出来事も発生した。それはメジャーリーグのドジャースとジャイアンツが1957年のシーズンを最後にカリフォルニア州に本拠地を移してしまったことに始まる。空きの部分は1962年にニューヨーク・メッツが創立されたことで埋まり、メッツは1964年にシェイ・スタジアムに本拠地を移すまで最初の2シーズンは元ジャイアンツのポロ・グラウンズを本拠地とした。
1965年11月9日、北アメリカ大停電の被害にあい、この時の苦い体験は1968年「Where Were You When the Lights Went Out?（日本題・ニューヨークの大停電）」（停電になったときあなたはどこにいた？）という題名で映画化もされた。製造業は中断され貿易はニュージャージに依存した（幸い対岸のNJには電力が来ていた）。
1960年代にかけておこった黒人の公民権運動では非暴力を謳うマーティン・ルーサー・キング・ジュニアに対して、マルコムXらを中心としてキングを支持しない人々もおり、64年から68年に駆けて起こったニューヨークでは暴動が発生した。黒人の住居、教育、就労などに多少の改善はあったが、スラム、ゲットーの生活は、根本的な解決は見られなかった。
レズビアン、ゲイ、バイセクシャル、トランスジェンダーと警官の衝突はストーンウォールの反乱として知られLGBT権利運動を世界中に広めた。最初の反乱は1969年6月27日金曜日の夜1時20分頃に起こった。警官がグリニッジヴィレッジのゲイバー"ストーンウォール・イン"に駆けつけ、近代最大のLGBTの逮捕劇となった。7月下旬ゲイ解放活動団体（GLF)がニューヨークで組織される。その年の年末には全米中の街や大学で同団体が見られるようになった。カナダ、フランス、イギリス、ドイツ、ベルギー、オランダ、オーストラリア、ニュージーランドなどでも同じような団体が次々と結成されていった。この時からこの反乱を記念しGLFが5,000人から10,000人の人々を率いグリニッジ・ヴィレッジからセントラルパークまで大行進を行う。現在でもLGBTプライド・パレードとして有名である。

### 1970年代

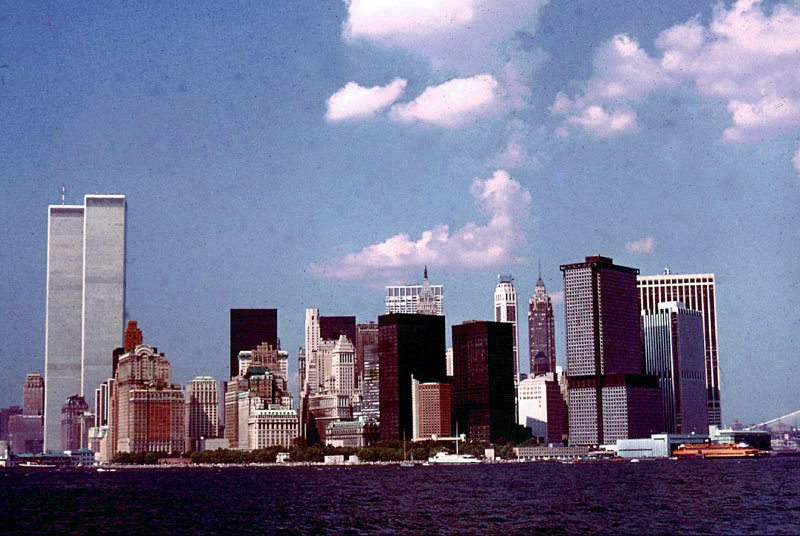
かつてマンハッタン摩天楼の代表的建築物だった世界貿易センタービル（左端・1976年撮影）。この約30年後、テロによって破壊されることとなる。

1970年代は最悪の治安と社会状態でニューヨークのどん底の時代とされている。
1970年3月にはニューヨークの郵便配達人（約5万人）が賃上げを要求して違法ストライキを実行、社会を混乱させた。
1972年秋に発表されたポップソング"American City Suite"は都市圏における生活環境の悪化を歌っていた。1970年代の不況はニューヨークを直撃、ニューヨーク証券取引所は気前よく取引を続けていたことから大打撃を受けた。市長エイブラハム・ビーム率いる市の財政は倒産寸前までいったが連邦からの借金でなんとか免れた。もしティーチャーズ・ユニオンが1億5000万ドルを彼らの年金制度から捻出しなければビームは次のような書面の発表を用意していた、『私はニューヨーク市が借金返済日の今日までに十分な資金が捻出できないことを会計士より知らされた。これは債務不履行を続けてきた結果だ』。しかしユニオン理事のアルバート・シャンカーが1億5000万ドルを捻出したことによって、ビームの書面は発表されることはなかった。ジェラルド・R・フォード大統領はその2週間後、このことに関して遺憾を表明しニューヨークへの支援を打ち切った。

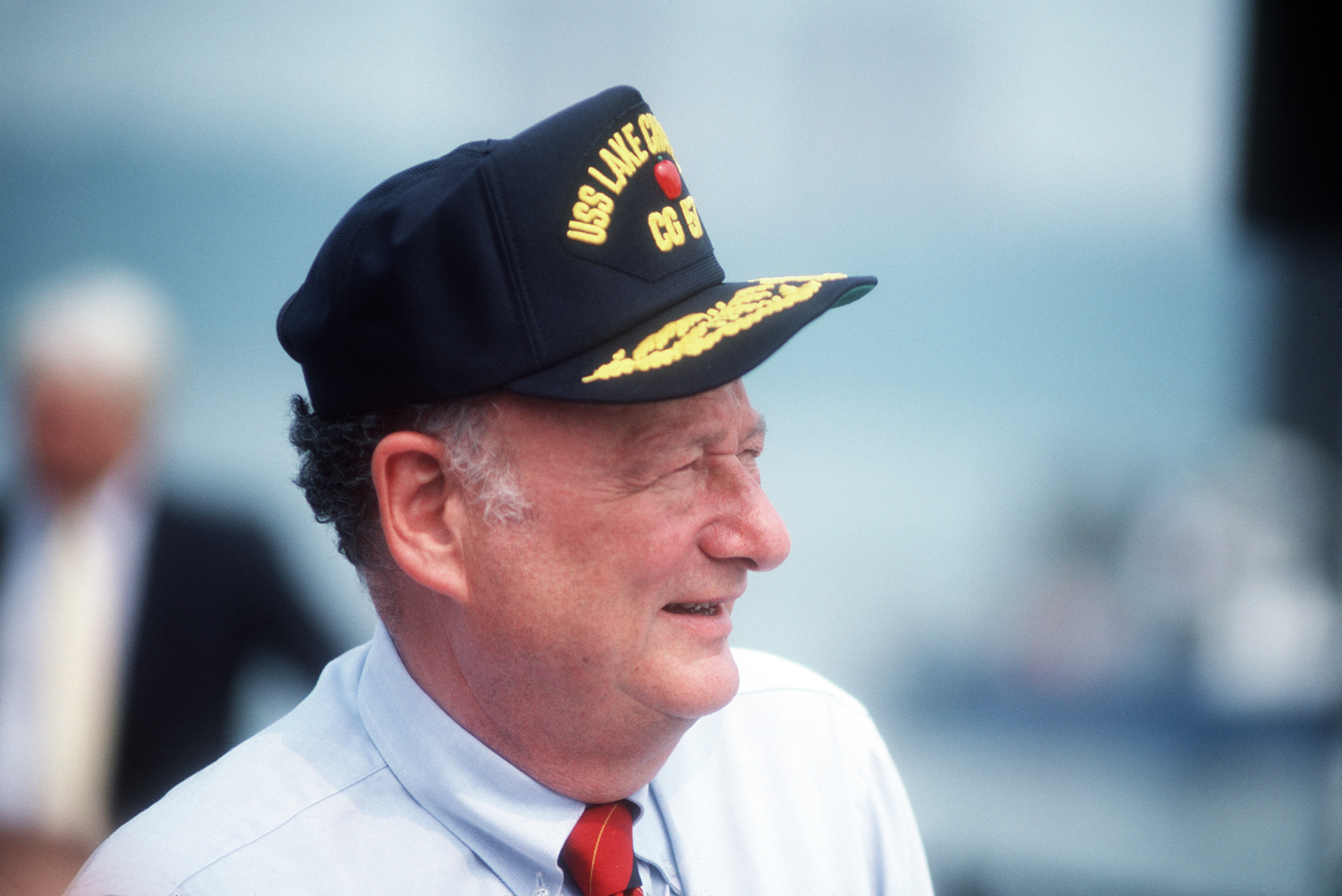
エド・コッチ市長

1972年、417mを誇った世界貿易センタービルが完成。デヴィッド・ロックフェラーによって考案されニューヨーク・ニュージャージー港湾公社によって建設された。ツインタワーはエンパイア・ステート・ビルを抜き世界一の高さを誇ったが、翌年シカゴのシアーズ・タワー（442m）に抜かれた。
多くの主要な米国の都市と同様に、ニューヨークは以前の10年間には人種暴動、ギャング戦争、そして一部の人口減少に苦しんだ。ブラックパンサー党やヤングローズ党などの街頭活動家やマイノリティグループは、家賃のストライキを組織し、貧しい地域への都市サービスの改善を要求した。彼らはまた、人民への力を組織し、人権を獲得するためのガイドとして、無料の診療所やその他のプログラムを設立した。1970年代までに、この街は犯罪に苦しむ大都市としての評判を得ていた。1975年、市当局は、フェリックス・ロハティンが率いる地方自治体支援公社による連邦ローンと債務再編を通じてのみ破産を回避した。市はまた、ニューヨーク州の機関による財政的精査の強化を受け入れることを余儀なくされた。1977年、ニューヨーク市は1977年のニューヨーク市の停電による危機に見舞われました。1977年7月13日の大停電は25時間以上も続き、略奪行為が頻発した。3,000人以上が逮捕され刑務所が満員になったため"ザ・トムズ"というかつての刑務所を再稼動させることになったが、後に批判された。
金融危機、治安の悪化、停電によるダメージでニューヨークはもう立ち直れないと思われていた。裕福な白人層は郊外や他の都市に移住し始め、1970年終盤には100万人もの人口流出が起こり、人口は約20年間、元の数値にまで戻らなかった。1977年に市長になった財政のエキスパートのエド・コッチは市の財政再建を幅広く行った。

## 1980年～現在：経済と全米同時多発テロ

### 1980年代

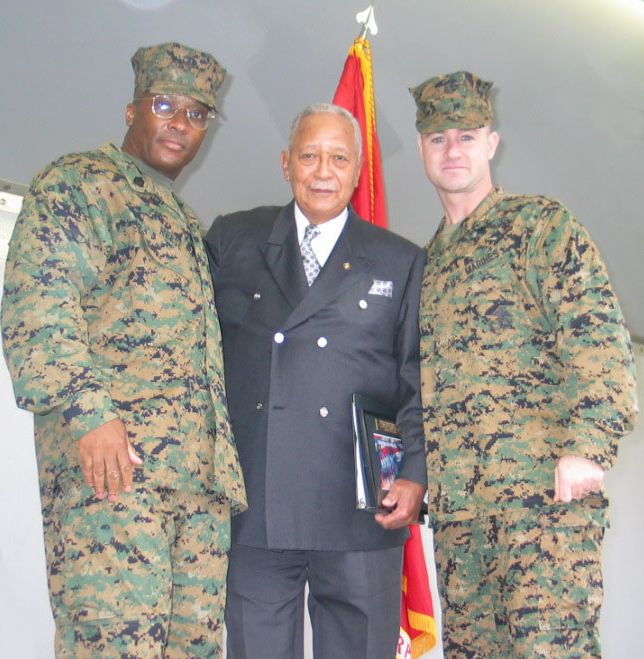
デイヴィッド・ディンキンズ市長（中央）

1980年代は70年代に比べニューヨークの楽観主義は収まり、ウォールストリートでは不動産価値が急騰し失業率も一気に下がっていった。産業基盤からサービス経済への移行は加速したが、大規模な造船および縫製産業の仕事は急激に減少した。港はコンテナ船に転換され、港湾労働者の間で多くの伝統的な仕事を犠牲にしました。多くの大企業は、本社を郊外や遠くの都市に移転した。同時に、サービス、特に金融、教育、医療、観光、通信、法律が大幅に成長しました。ニューヨークは、米国で最大の都市であり、最大の大都市圏であり続け、最大の金融、商業、情報、文化の中心地として存続した。
国政では共和党の右派で新自由主義者のロナルド・レーガンが大統領に就任した。ニューヨーク市では、ホームレスが80年代を通して大きな問題となり、1986年、市はゲイやレズビアンという理由で雇用や入居を断ることを違法化した。
市長コッチは民主党のデイヴィッド・ディンキンズに4期目の市長の座を奪われた。ディンキンズは共和党ルドルフ・ジュリアーニ候補を僅差で破り、初の黒人市長となった。ディンキンズは結果15年間に渡る犯罪数減少の始まりを作ったが依然として人種の摩擦は残り1991年にはクラウンハイツの暴動が起こり、経済も衰退していた。この頃の失業率は13.4％で世界恐慌以来の高失業率だった。このようなことに加えスタテンアイランドを市から脱退させるよう試みるなどしたため彼の支持率は急激に落ちていった。
1993年2月26日、世界貿易センタービルのタワー1の地下でトラックが爆発、世界貿易センター爆破事件がおこる。6人が死亡、数千人が負傷した。

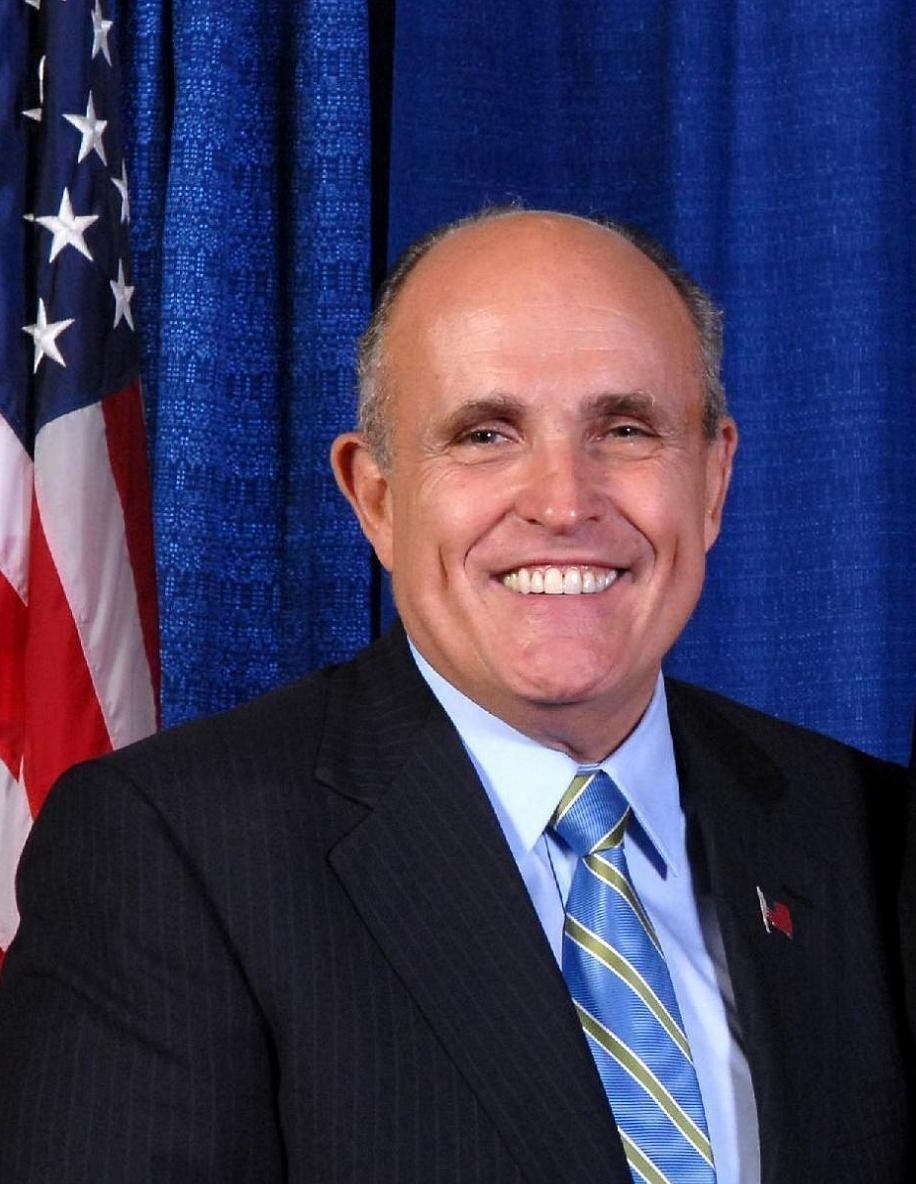
ルドルフ・ジュリアーニ市長

### 1990年代
1990年代中盤から後半にかけては株式市場の好調も相まって犯罪数は急激に減少したが、失業率は依然として高いまま問題となった。新しく市長になったルドルフ・ジュリアーニは最悪の場所とされたタイムズ・スクエアなどを再活性させると共に住みやすい市を作るため犯罪の撲滅に尽力した。世界経済が劇的に変わった1990年代、ニューヨークはその発達した交通機関とコミュニケーション・インフラ、そしてその巨大な人口で再生の兆しを見せる。この10年間でニューヨークのイメージは「荒廃した過去の街」から「卓越した国際都市」へと変貌を遂げた。同じ時期、ロサンゼルスやデトロイトなど他の大都市でも犯罪率は減少に転じたがジュリアーニ政権下のニューヨークの犯罪減少率は他とは比べ物にならないほど急激だった。犯罪数が年々減る一方で、特定の人種・民族と警察の間に摩擦が起こり「自由」を怠った政治を行った事実も否定はできない。
アイスホッケーチーム・ニューヨーク・レンジャースは1994年に1940年ぶりにスタンレー・カップを手に入れ、ニューヨークヤンキースはジョー・トーリ監督の下怒涛の快進撃を続け1996年、98年、99年、2000年とワールドシリーズで優勝している。バスケットボールのニューヨーク・ニックスも94年と99年に最終決勝まで勝ち残っている。

### 世界貿易センターの崩壊

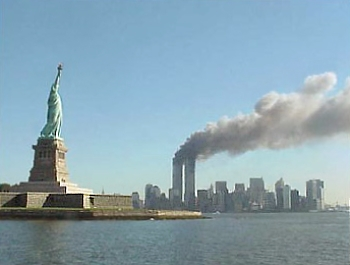
2001年9月11日

2001年9月11日、アメリカ同時多発テロ事件が発生した。世界貿易センタービルに燃料を大量に積載した国内線のアメリカン航空11便とユナイテッド航空175便の旅客機2機が衝突しビルは炎上。このテロ攻撃でビルは2棟とも崩壊。ビルで働くビジネスマンや救助に駆けつけた警察官や消防士など約2,900人が犠牲となった。このテロによりビジネス拠点をロウワー・マンハッタンから移転させる企業が相次ぎ、ミッドタウンやジャージーシティ、ブルックリン、もしくは他の都市へと移った。また貿易センターの送信設備が崩壊してしまったためテレビおよびラジオ中継がいったん途絶えたがすぐに代替の電波送信やケーブルなどにより復旧した。テロ以降、市長ジュリアーニは市内の警備を最高レベルにまで高めた。ビルが崩壊後も2ヶ月間は分厚い煙が消えることは無かった。

### 現在まで

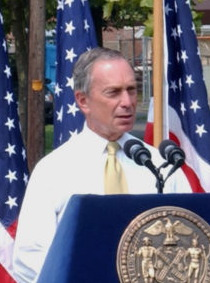
マイケル・ブルームバーグ市長 (現職:2002年-)

2001年11月12日、アメリカン航空587便墜落事故が起こる。飛行機はクイーンズのベルハーバーに墜落。260人の乗客と地上にいた5人の犠牲者を出した。最初は新たなテロと懸念されたが、すぐにパイロットのミスによるものであることがわかった。
2003年2月27日、ロウワー・マンハッタン開発会社は世界貿易センター跡地の開発計画について世界中からデザインの応募を募った。デザインは著名な建築家であるダニエル・リベスキンドによって進められ541mのフリーダムタワーの建設が2006年から10年にかけて行われる。設計者達はこの事件を後世にも残すため、2塔が建っていた場所はメモリアルサイトとして残す予定である。
2003年8月14日16時11分、ニューヨークは北アメリカ大停電に見舞われる。一日中電力は回復しなかったが1977年の時とは違い大きな強盗事件は起こらなかった。
2007年7月18日のスチームパイプ爆発事件では一時街に避難勧告が出て騒然となった。
2009年12月28日、ニューヨーク市警は同年の殺人事件数が統計を取り始めた1963年以降最低値であることが発表された。2009年の殺人数は461件で2008年の516件に比べ50件以上もダウンした。またFBIはニューヨーク市を全米で最も安全な都市の一つになったことを認めている。
2012年10月にはハリケーン「サンディ」が通過したことによりニューヨーク証券取引所が2日間取引を停止したほか、浸水により地下鉄が全面的に停止するなど大きな被害を受けた。
これから10年後ニューヨーク市は新たな都市改革を行うため大規模な公共・民間建築事業に踏み切る。また住宅の建設ラッシュは1年間に25,000棟の新たな住居を生む。2012年のオリンピックはロンドンに決定したがニューヨークは最終候補になっており、オリンピック誘致のキャンペーンは古くなったシェイ・スタジアムを取り壊しシティ・スタジアムの建設に結びついた。